# Cultura del pan en España

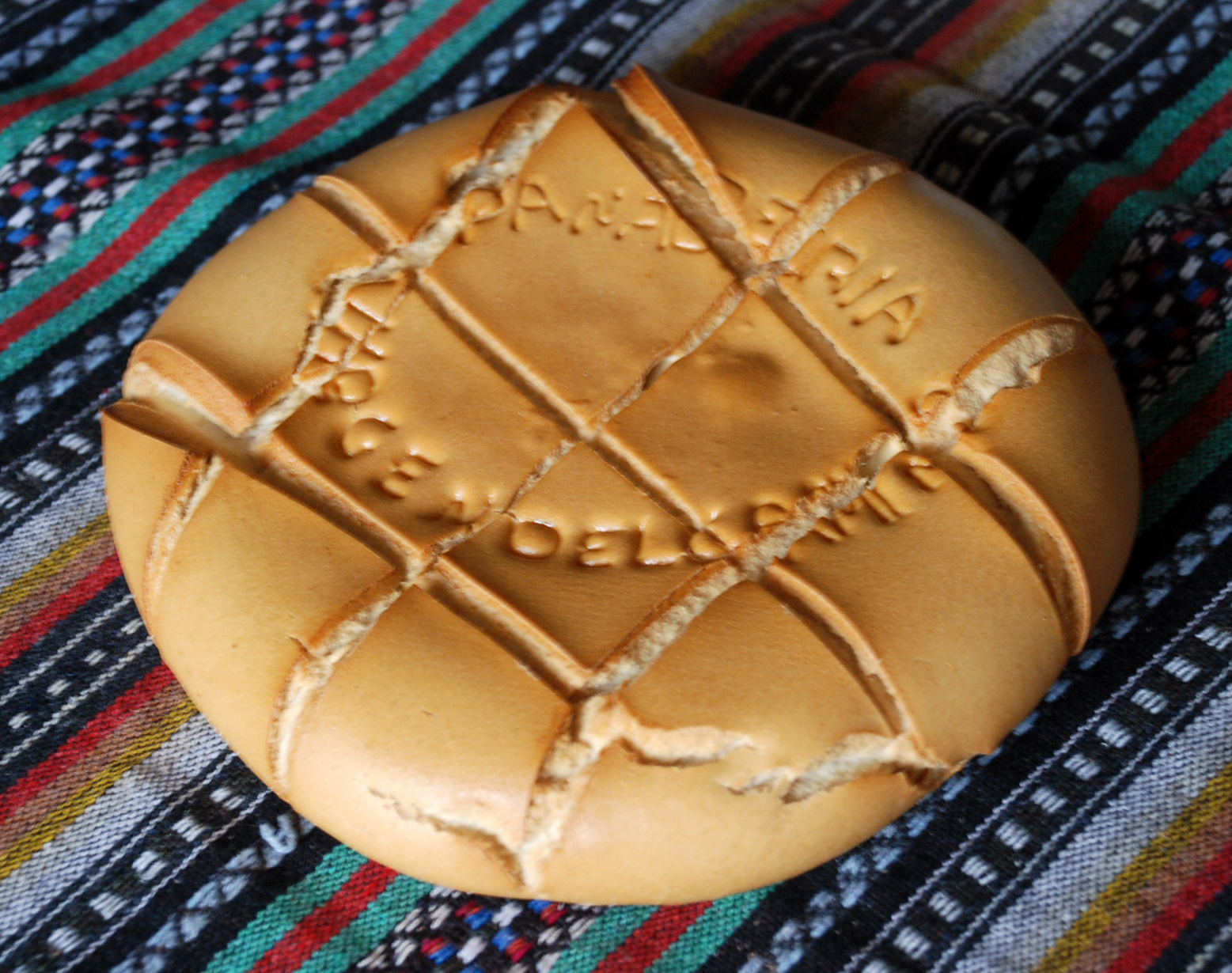
Pan candeal, también llamado pan bregado, sobado, amacerado, hiñido, etc. según el lugar

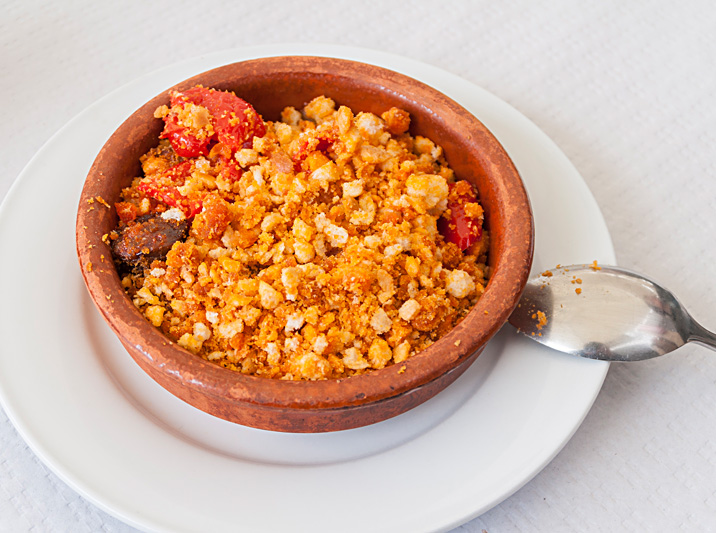
Las migas son un plato tradicional español de origen humilde, cuyo ingrediente principal es el pan viejo (pan sentado o de víspera)

El pan en España cuenta con una tradición milenaria con diversas preparaciones en cada región. El trigo es con diferencia el cereal más cultivado, pues soporta el clima seco del interior peninsular. Desde tiempos inmemoriales, el pan es un alimento básico que acompaña todas las comidas diarias, todo el año completo. De hecho, la península ibérica es una de las regiones europeas con mayor diversidad panadera. El gastrónomo José Carlos Capel estimó un total de 315 variedades de pan en España. Además de alimento, el pan en España tiene una función histórica, cultural, religiosa y mitológica.
Uno de los emblemas de la panadería española es el pan candeal, bregado o sobado, que cuenta con una larga tradición en las dos Castillas, Andalucía, Extremadura, Álava, Valencia o Zaragoza. También se conoce en Portugal como pão sovado. A diferencia de los panes elaborados en el norte de Europa, en el sur se prefieren harinas blancas de trigo, que proporcionan una textura más esponjosa y ligera, pero menos aporte nutricional. Esto también se relaciona con el protagonismo universal del trigo en la panadería española, mientras que de los Pirineos al norte es más común la mezcla con harina de centeno y otros granos, así como el uso de harinas integrales.
Los panes, además, son ingrediente de una amplia variedad de recetas de la gastronomía española: ajoblanco, bollos preñaos, migas, pan con tomate, salmorejo, torrijas, etc. La cocina tradicional española surgió de la necesidad de aprovechar al máximo los pocos ingredientes que han configurado la dieta de la península durante siglos y siglos. El pan es el principal de ellos, y especialmente en el interior. Sin embargo, es palpable una disminución y reorientación de la panadería española. La gente come cada vez menos y peor pan, a la par que el oficio de panadero se va mecanizando y la tradición simplificando. En palabras de Tomàs Graves: «A medida que aumenta el nivel de vida, el pan ha dejado de ser un alimento principal para convertirse en uno complementario». Aun así, la tradición panadera en España sigue viva y produciendo panes de gran calidad como el pan de payés, el pan gallego, el pan de Cruz de Ciudad Real, el mollete de Antequera o el pan de Alfacar, en Granada, todos los cuales son Indicaciones Geográficas Protegidas.

## Historia del pan en España
El cultivo del trigo se remonta a hace más de seis milenios en algún lugar del Creciente Fértil, los actuales Egipto, Levante e Irak. A Iberia, las primeras semillas del trigo fueron traídas por comerciantes transmediterráneos fenicios. Las semillas de Triticum se adaptaron bien al clima del interior peninsular, y la cultura del pan se extendió por Iberia a lo largo del periodo prerromano. Los registros arqueológicos disponibles señalan que las tribus más antiguas en cultivar el trigo fueron las celtíberas (desde el siglo XIII a. C.). Se llegó incluso a dominar el proceso de fermentación. No obstante, los primeros cultivos pudieron haber sido de farro, escanda menor y trigo mezclado con cebada.
Los romanos introdujeron significativas mejoras en las estructuras como el molino o el horno. La institución de la panadería como establecimiento de venta al público se le debe a los griegos; posteriormente, la tradición panadera de España se vería influenciada por árabes, judíos, franceses, etc.

### Pan en Hispania

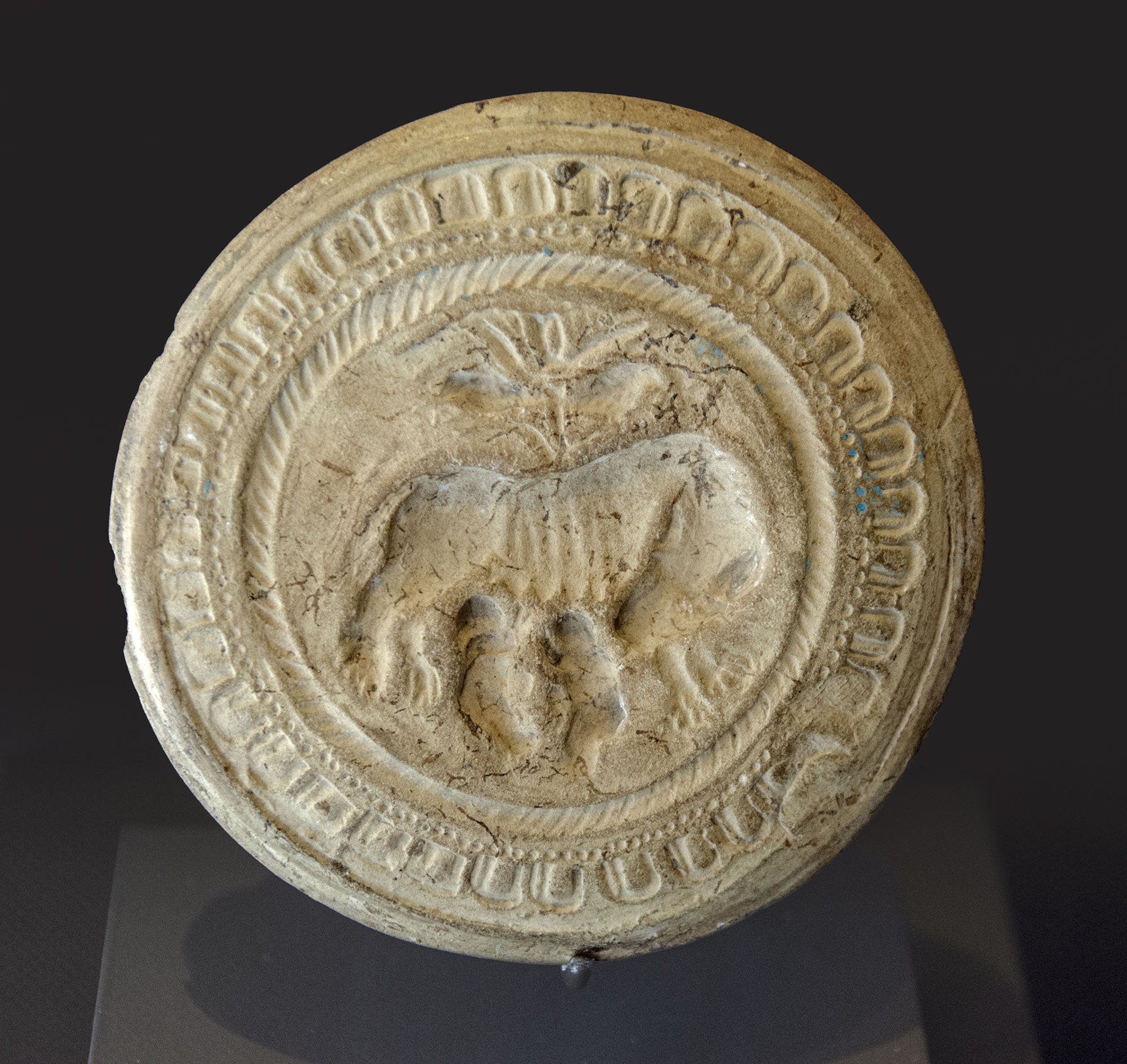
Sello de panadero romano (signa pistoris)

Aunque los romanos no introdujesen el pan en la Península, sí que aportaron numerosas mejoras tecnológicas en el proceso de producción y masificaron su uso. El Imperio romano destacó por su gran conocimiento en ingeniería y construcción, y desarrollaron entre otras cosas los molinos de viento para hacer harinas (si bien en el aspecto gastronómico no hubo aportes significativos). 
El pan era también un elemento clasista, pues cada estrato de la sociedad romana tenía su propio pan: el panis plebeius, el panis militaris y el panis civilis. La clase pudiente tenía sus propios hornos y los plebeyos solían cocer sus panes en hornos públicos. El sistema de «hornos comunitarios» que ha existido en España prácticamente hasta el siglo XXI es herencia directa de estos hornos romanos. De hecho, se le sigue llamando «horno romano» en España a los hornos de calentamiento directo. Destacan los hornos romanos en estado ruinoso de El Gallinero y El Rinconcillo.
Los tipos de pan eran «estampados» según su tipo con signa pistoris (sellos de panadero). De la Hispania romana se han encontrado sellos procedentes de Córdoba, Mérida, Alcudia, Murcia e Ibiza, entre otros. Algunos de estos incluyen el culto a Ceres, la loba amamantando a Rómulo y Remo, el macho cabrío y otra mitología romana. También se estampaban los panes para celebrar por año nuevo o el cumpleaños del emperador.
En Roma, la fermentación se hacía reutilizando masa que sobró de días anteriores (masa madre), sin embargo en Hispania, los indígenas tenían la costumbre de usar espuma de cerveza a guisa de levadura, lo que se traducía en panes más ligeros y esponjosos. También usaban harina de avellana en época de carestía. Esto se sabe gracias al escritor y militar Plinio el Viejo, un romano originario del norte de Italia, ejerció de procurador una temporada en la península ibérica y comentó: «el pan de Hispania es muy ligero y de gratísimo paladar incluso para un hombre refinado de Roma».
Según Domi Vélez, el emperador Trajano, oriundo de la Bética, creó el primer gremio de panaderos de la historia y su sistema de panificación no variaba mucho de las panaderías de principios del siglo pasado.

### Pan en Al-Ándalus
Durante el periodo andalusí, el cultivo de cereales era el trabajo dominante y el pan era un alimento básico y cotidiano. Los árabes reintrodujeron los hornos comunales romanos. Las masas eran producidas en casa de cada uno, y luego eran llevadas a los hornos comunales, no sin antes incluirles una marca para distinguirlos. Una de las mejores descripciones del pan en Al Ándalus se encuentra en el capítulo II del Tratado de los alimentos (الكلام على الأغذية), escrito por Al-Arbuli, así como en el Libro de los alimentos y los medicamentos ( كتاب الأغذية والادوية) del sevillano Avenzoar, en donde se citan panes hechos de harinas más extrañas, como la de garbanzos, lentejas, almortas, panizo o incluso arroz. Sin embargo, según la medicina hipocrática-galénica, que era la doctrina sanitaria y alimentaria prevalente tanto entre musulmanes como cristianos, solo los panes de trigo se consideraban saludables, especialmente los de harina blanca de trigo, siendo la cebada el segundo cereal preferido.
Los árabes diferenciaban entre el trigo duro, cosechado en invierno, y el trigo blando, de primavera. Con los primeros se hacía una harina de fuerza muy blanca y muy valorada entre las clases acomodadas, y también se usaba para obtener cuscús. La cultura del cuscús (alcuzcuz en mozárabe), que fue introducida en la península por árabes y bereberes, pero desapareció con la Reconquista.
En Al Ándalus se elaboraba el pan blanco de harina de trigo, pero también un pan más tosco y barato que contenía salvado, llamado «pan rojo».  Una mezcla común para hacer panes era el السَمِيد as-semid, que era salvado finamente molido con una pequeña cantidad de trigo. Posterior a la Reconquista, esta mezcla se seguiría usando (el acemite). También así la flor de harina, invento andalusí, que se haría principalmente en repostería. 

«La base fundamental de la alimentación la constituye, por lo general, el buen trigo candeal. Pero con frecuencia las gentes de pocos medios económicos y los jornaleros en invierno tienen como principal alimento el panizo, la más parecida al trigo de las distintas variedades».
Ibn al-Jatib

En cuanto a pastelería, la costumbre de freír masas dulces (llamadas eufemísticamente «frutas de sartén») como las hojuelas de Ciudad Real, los churros, los pestiños o los buñuelos, son un aporte de la tradición culinaria sefardí y árabe. El azúcar es un caso notable de la pastelería española de esta época. La caña fue introducida en Al Ándalus, traído desde la India, y se convirtió en un sustituto barato para la miel, el principal endulzante en aquella época. Hasta día de hoy, España sigue siendo el único país europeo en el que se cultiva caña de azúcar.
Asimismo, los árabes importaron la costumbre de rellenar las masas, es decir, las empanadas. La pastelería y repostería de Andalucía, Castilla-La Mancha y de otras regiones del sur de España tiene una notable influencia árabe, y comparte numerosas técnicas e ingredientes con la repostería magrebí. Por ejemplo, la adición de fruta confitada en el roscón de Reyes, los piñones en los mazapanes, especias, azúcar, etc. son todo hábitos adoptados de la cultura árabe. No es casualidad que la repostería religiosa de España tenga orígenes árabes o sefardíes: las torrijas de la Semana Santa (el pan de preñada judío), las monas de Pascua (del árabe, مُنّى munna), el polvorón o la toña.
Por el lado cristiano de la frontera, el oficio de panadero se estableció como profesión, convirtiéndose en una figura relevante, destacada y respetada de la sociedad medieval. Para regular el mercado, los panaderos comenzaron a agremiarse a partir del siglo XII. En España, especialmente en la zona mediterránea, existen gremios de panaderos desde hace más de 750 años. Por ejemplo, el Gremio de Panaderos de Barcelona, que se cita en un documento de 1395. En el siglo XIV surge la Hermandad de Panaderos Españoles, que se mantiene viva hasta el siglo XIX. El consumo habitual de pan en la Edad Media era de entre medio kilo y un kilo, según la investigadora culinaria Núria Bàguena.

### Pan en el Imperio Español

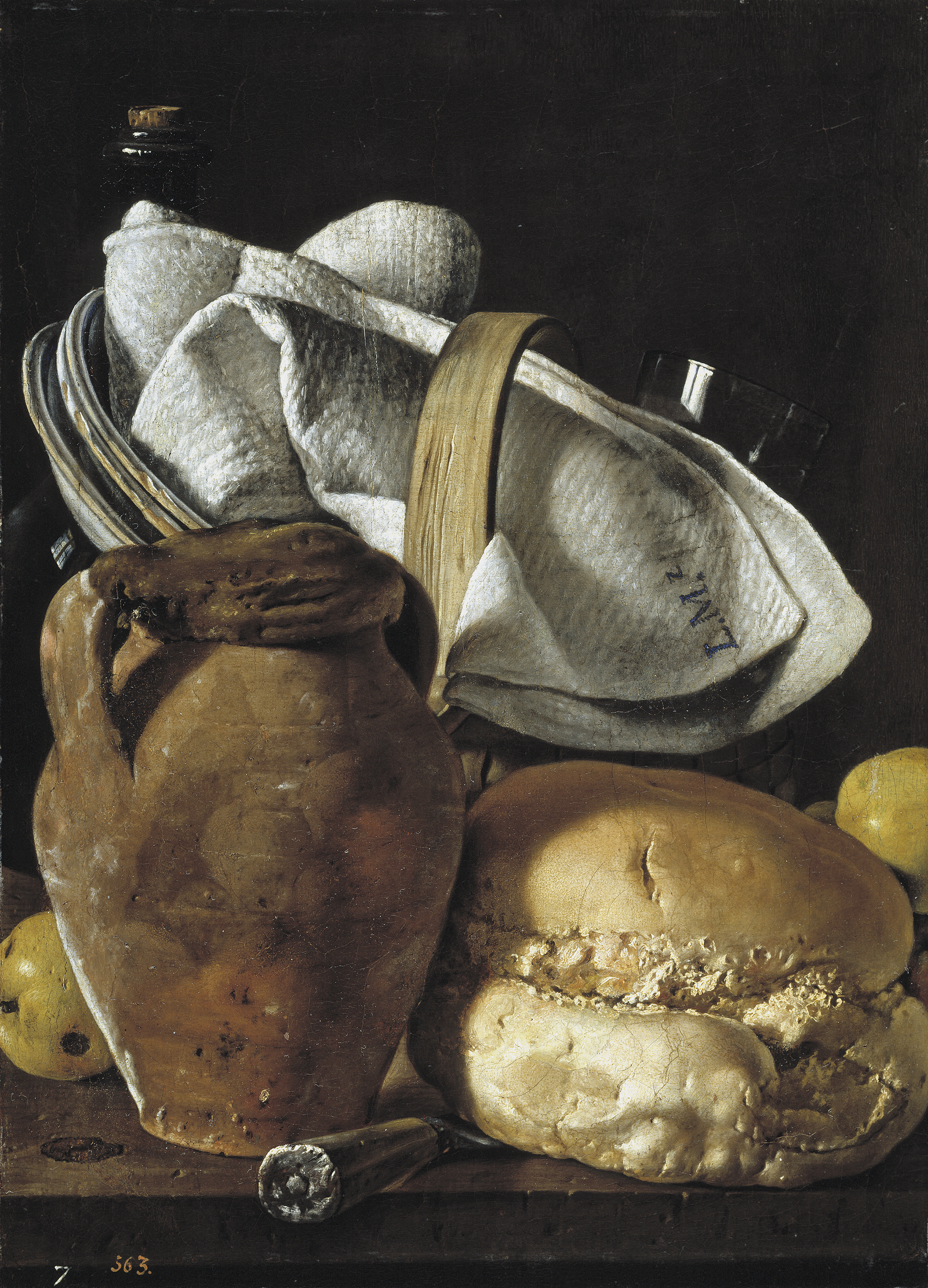
Bodegón de Luis Egidio Meléndez,

La conquista de Andalucía no solo supuso el éxito de la Reconquista, también proporcionó a la Corona Hispánica la región agrícola más fértil y productiva de Iberia: el valle del Guadalquivir. Con el merecido apodo del «granero de España», la adhesión del gran valle andaluz supuso el aseguramiento de las provisiones de cereales, en especial de trigo.
El pan candeal, no obstante, no llegaría a Andalucía hasta 1563, cuando la familia Fúcar, tesoreros reales de Felipe II de España, pagaron al panadero vallisoletano Francisco Mateo para que enseñase a elaborar el pan bregado a los panaderos andaluces. La receta se expandió rápidamente, y el pan candeal vivió su etapa dorada. En candeal andaluz incluso compitió por ser el más reputado con los panes de Castilla. Lope de Vega, Tirso de Molina y otros autores del Siglo de Oro ensalzaron las cualidades del pan candeal.

Pan de Gandul de mi vida, roscas de Utrera del cielo
Lope de Vega

Durante la Era de los Descubrimientos, se impulsó la navegación marítima y en puertos como el de Sevilla se comenzaron a producir en masa unas galletas saladas llamadas «bizcochos», hoy en día más conocidas como galletas marineras o bizcochos náuticos. Su doble cocción (bis-coctus) garantizaba un pan duro y compacto como una piedra, que soportaba durante semanas, incluso meses, las largas travesías por el mar. El descubrimiento de América condujo a la importación de un nuevo cereal con el que se podía hacer harina: el maíz.
Fue una cuestión insólita que Madrid, siendo la capital del nuevo imperio, sufriese una crónica escasez de panaderías. Entre 1581 y 1758 se tiene constancia de la normativa que obligaba a 106 pueblos de la periferia a suministrar pan (o grano de trigo) a la capital. La norma «se llamó pan de registro por sufrirlo en las puertas de la villa». La ineficacia de las acciones tomadas por el Ayuntamiento, y la carencia de tahonas, propició que fuesen los inmigrantes franceses afincados en Madrid quienes abriesen sus propias panaderías para abastecer a la población. La llegada de los Borbones hizo traer nuevas técnicas panaderas del país vecino norte. A partir de 1760, se da cuenta en Madrid del «panecillo», un pan francés alargado y fraccionado. Los panes pequeños se reservaban para las clases pudientes, y el más emblemático de Madrid es la francesilla. En las grandes ciudades, el pan de origen francés sería el mayor competidor del pan candeal, más ligado a la tradición española rural.

### Pan en el Nuevo Régimen
El modo de compraventa del pan se transformó a lo largo del siglo XIX. En el Antiguo Régimen, el comercio del pan estaba fuertemente regulado por las autoridades municipales. Por ejemplo, según Bàguena, el Ayuntamiento de Barcelona fijaba los precios del pan y controlaba las panaderías municipales mediante arrendamiento o administración directa.  También había mucha regulación respecto a la elaboración del pan, en especial para evitar las mezclas fraudulentas con otros cereales, para abaratar el pan (en algunos casos conteniendo incluso serrín).
Desde hacía siglos, el pan había sido hecho en casa, en particular por las mujeres de cada familia. Iban al molino harinero con sacos de trigo y salían de allí con sacos de harina. Luego, iban a los hornos comunales, donde podían amasar y hornear el pan, usando trozos de masa sobrantes de otros días para fermentar el pan (lo que hoy se llama masa madre). Sólo las casas ricas o muy aisladas tenían horno propio. Los hornos comunales han sido la piedra angular de la panadería prácticamente desde la época romana. Eran, además, un lugar para charlar y resguardarse del frío. Diferentes ordenaciones en cada lugar que controlaban los turnos y las veces que podía ir a la semana cada vecino del pueblo.
No obstante, con la liberalización del sector se impulsaría definitivamente la figura del panadero. Según Joaquim Sañé, investigador panadero y coautor de Pa de flequer (2019), para los años 1930-1960, la gente ya había dejado de hacerse el pan en casa, y la mayoría de hornos comunales se abandonaron o se derruyeron.

### Pan en la Guerra

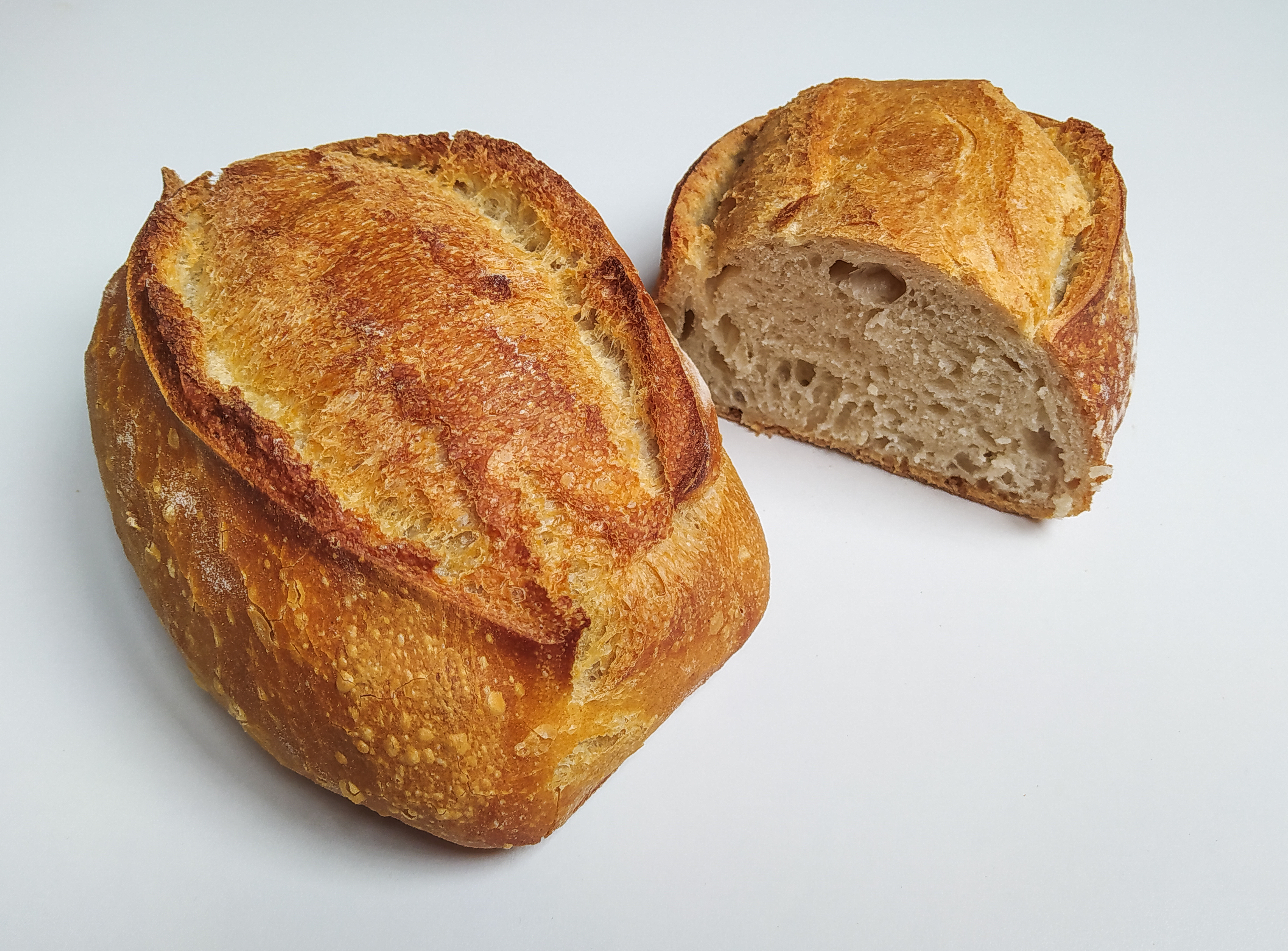
El chusco o pan militar era el que se preparaba para el ejército.

Durante la Guerra Civil (1936-1939), cientos de campesinos del trigo tomaron las armas, los trigales quedaron baldíos y la producción decreció. El pan, como alimento básico, siempre ha sido un reflejo de la situación social de ese momento. Por ejemplo, las épocas de hambruna en España se han caracterizado por la sustitución del pan blanco (de trigo) por los «panes morenos», hechos de cereales considerados de menor calidad. La Guerra Civil produjo un desabastecimiento generalizado en España y el pan, que siguió siendo el alimento básico, «se tuvo que hacer con las harinas más insólitas, como las de habas, garbanzos, cebada y centeno», las cuales producían panes negros y pesados, de sabor desagradable e indigestos. Con el morcajo se hacían el pan los más pobres. El pan negro ha quedado como un símbolo de la Posguerra, quedando inmortalizado en la película catalana Pa negre (2010).
Durante el conflicto se colectivizaron los hornos y el pan es el primer alimento que se somente a los dictámenes del racionamiento. Muchas panaderías cierran y sus trabajadores son reubicados por zonas para garantizar en suministro. Más de un escritor deja constancia que en tal día de octubre del 37 no hubo pan sobre la mesa en la comida, «un hecho excepcional». «Tampoco en noviembre, ni en diciembre ni en febrero del 38».

hogaza, mollete, rosca, libreta, telera, morena, oblada, bodigo, zatico, cantero, corrusco, pan leudado, o con levadura, o leuda; pan ácimo o cenceño, sin levadura, pan pintado, en fin, pan con adornos o dibujos trazados con la pintadera. Y si hay pan blanquísimo, pan candeal, también hay pan sustancioso, pan moreno, bazo o prieto.
Panes recordados por Azorín en su exilio a París

### Pan en la Posguerra
Cuando Franco se hace con el poder, una de sus primeras acciones fue la de recuperar el control sobre las panaderías y fijar los precios del pan. Hacía falta producir más trigo, harina y pan fuese como fuese, de manera que el régimen introdujo en España variedades de mala calidad pero baratas y rentables en el campo. 
La agricultura en la península se modernizó bastante más tarde que en el resto de Europa (los campos del trigo en España se mecanizaron alrededor de los años 1950), y no sería hasta el segundo tercio del siglo XX cuando se comienzan a aplicar en los campos españoles ciertas técnicas de fitomejoramiento genético de las variedades autóctonas, tras haber intentado en vano implantar las cepas noreuropeas, más rentables pero poco aclimatadas al sol de España. Las semillas americanas probaron ser más tolerantes, y Franco facilitó a empresas norteamericanas los medios de producción del trigo, en parte evitar la escasez de pan en el país. Las nuevas variedades de trigo no se habían seleccionado en función de su calidad organoléptica, sino de su rentabilidad industrial, por lo que la calidad del trigo en España decayó considerablemente. El fundador de Triticatum, Víctor García, comenta que en la Cataluña de la Posguerra existían entre 60 y 80 variedades diferentes de trigo, una diversidad que hoy se ha perdido.
En los años cincuenta, Europa se reconstruye y se electrifica. En Francia, se inventa la máquina amasadora, que fabrica panes a una celeridad nunca antes vista. La antigua panadería, que requería paciencia, es incompatible con las prisas del nuevo capitalismo. Se omite el primer reposo o levado en bloque, que es el que confiere al pan su sabor, y se producen en masa panes industriales sin gracia, como la baguette.
Otra consecuencia negativa que tuvo la industrialización de la producción harinera fue la inclusión de nuevos químicos como el persulfato de amonio y el bromato de potasio, que consiguen que las harinas adopten un blanco brillante y alarguen su vida útil. Más tarde, estos químicos fueron sustituidos por lecitina de soya, fosfato monocálcico, ácido ascórbico, etc. Según Lot Roca, de la Harinera Roca, España es «el país donde se consumen más aditivos [en el pan] de la Unión Europea (...) ya que las fábricas de harina pueden agregar por ley hasta 40 aditivos. En los sacos no lo especifican, no está reglamentado, es vergonzoso».

### Pan en la actualidad
En la actualidad, el cultivo de cereales es, con una media de 6 millones de hectáreas dedicadas, el sector agrícola de más extensión territorial e importancia económica. Sin embargo, el pan ha perdido la importancia que tenía antiguamente en la dieta española.  Según el investigador culinario Ibán Yarza, quien recorrió las 50 provincias recabando información sobre la tradición panadera local, «El pan se ha desprestigiado o, mejor dicho, se ha desacralizado en el sentido de que era sagrado porque era lo que más se comía (...) Nunca se ha comido menos pan que ahora». Va de la mano de una drástica reducción de la tradición culinaria mediterránea, al igual que en la vecina Italia. Al contrario de los otros dos ingredientes de la tríada mediterránea, el pan todavía no ha desarrollado un sistema que lo proteja y garantice su calidad. En cambio, el aceite de oliva y el vino en España cuentan con una amplia aceptación entre los gastrónomos y comidistas de alto standing.
Es el cuadrante noroeste España, según Yarza, el que mejor ha sabido conservar su tradición panadera, y de hecho el pan gallego es una Indicación Geográfica Protegida: «la probabilidad de que en Galicia encuentres buen pan (...), sí que puede ser superior a otros lugares del país (igual que en Francia, habiendo mal pan, la posibilidad de encontrar bueno es superior a España)». También para la periodista culinaria Ànnia Monreal, Galicia es la zona donde «más y mejor se ha conservado la tradición del pan artesanal», aunque advierte que «Cataluña repunta con procedimientos más modernos». No hay que olvidar que buenos panaderos los hay en todos lados; en un listado de 2019 se situó a las dos mejores panaderías de España en Castilla y León, una región con gran tradición triguera. Aunque el gran predilecto del público sigue siendo el pan blanco, en los últimos años el pan integral se ha introducido debido a un creciente interés por la dieta sana. La hogaza, pan redondo y grande, que era el formato más común de pan, ha perdido terreno frente a las barras, que son más manejables y pequeñas, adecuadas para la familia moderna. 
Por otro lado, Yarza y otros autores señalan a la ciudad de Barcelona como el foco de la nueva ola la panadería de autor en España. En De pans per Catalunya (2015), se explica que «el primer horno de la nueva generación de panaderías modernas fue Barcelona-Reykjavik, en setiembre de 2006». Otras flecas ('panaderías' en Barcelona) de renombre son Turris, del panadero Xavier Barriga, la Fleca Balmes de la panadera Georgina Crespo, L'Espiga D'Or de Jordi Morera, Baluard de Anna Bellsolá.

## Cereales en España

### Trigo

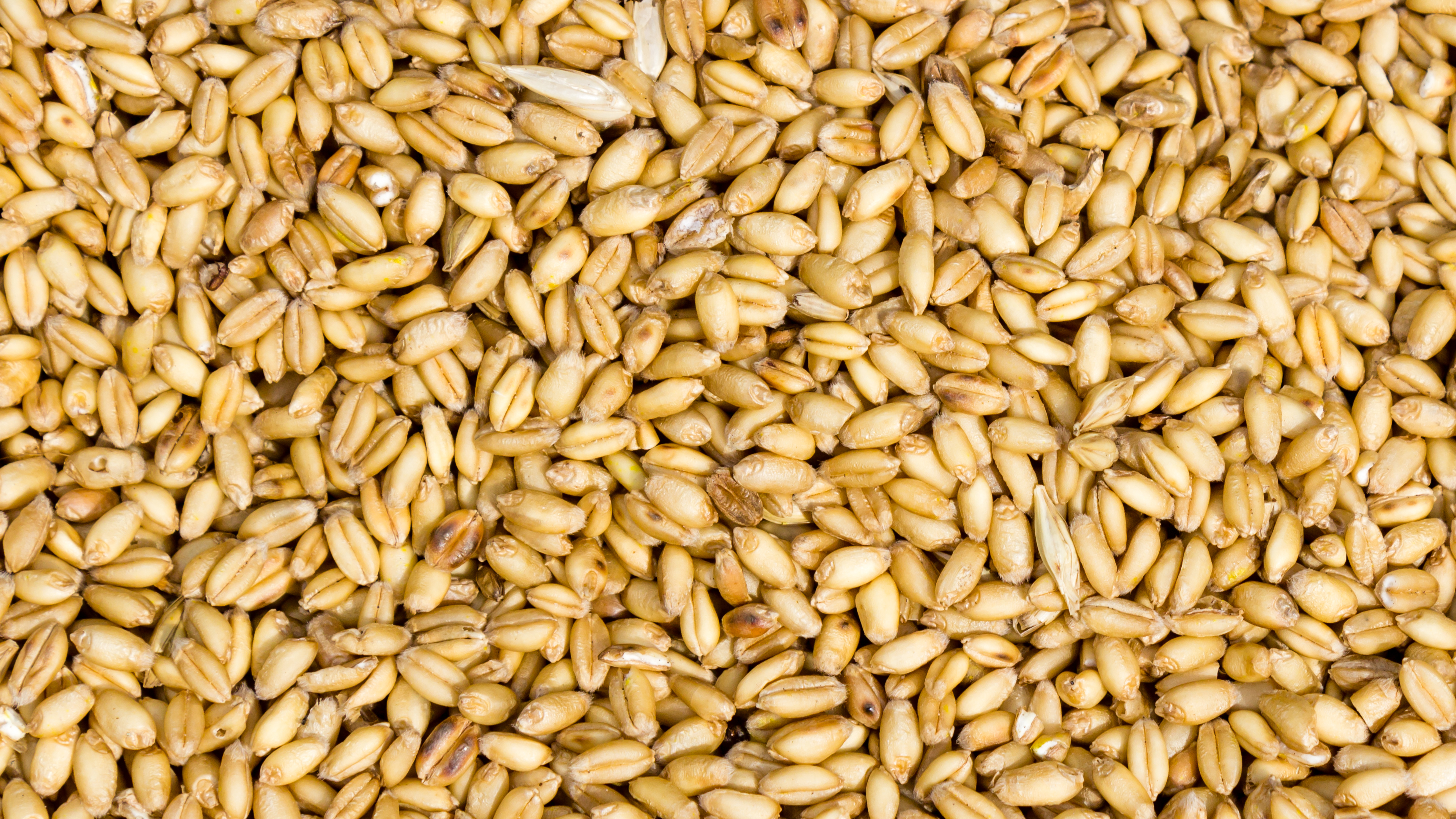
trigo

Es el principal cereal con mucha diferencia en la panadería española. A este respecto decía Yarza: «España es un país de trigo». Esto es debido al clima mediterráneo del interior de España, en el que pocos cariópsides prosperan tan bien como Triticum. La única región donde el trigo no monopoliza la producción de pan es en la España Verde, donde el clima favorece otros cereales.
La península ibérica es un área rica en variedades de trigo, aunque desgraciadamente muchas se están perdiendo. En una publicación de 1964 del Instituto Nacional de Investigaciones Agronómicas, se dice que es la planta de mayor importancia económica para España, y se lista un total de 590 variedades diferentes. Éstas apenas se cultivan hoy día, y su guardado en instituciones como el Centro de Recursos Fitogenéticos las previenen de la extinción. Actualmente la industria harinera en España es muy deficitaria, por lo que casi la mitad de la producción se debe importar. El trigo autóctono es básicamente de Aragón, Castilla y Andalucía, pero la producción es insuficiente y de baja calidad.
Para pan se usa principalmente harina de trigo blando (Triticum aestivum), en ocasiones de trigo duro (Triticum durum). Este último es el preferido para elaborar pasta y supone un 20% de la producción aproximadamente. Otras especies de trigo que tradicionalmente se han plantado en España son la escaña o escanda mayor (hoy más comúnmente llamada espelta), la escaña o escanda menor, el trigo de Jorasán (más conocido por su nombre comercial Kamut), el trigo candeal, el trigo Florencia Aurora, el trigo farro y un largo etcétera.

### Cebada

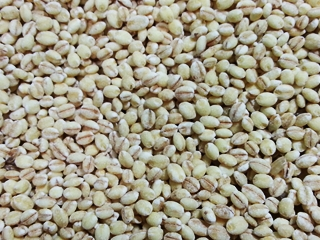
Cebada.

El cultivo de cebada es abundante y España es el país de la UE que más superficie dedica a este cereal, siendo ambas mesetas castellanas las dos regiones que con diferencia más la producen (poco más de la mitad del total nacional). Es, después del trigo, el cereal con mayor prevalencia, en parte debido a su adaptación fácil a los suelos pobres y a la aridez. Sin embargo, precisamente debido al limitado rendimiento hace que la producción total sea similar al de Alemania y Francia.
Históricamente el pan de cebada (Hordeum vulgare) se ha considerado como «pan de pobre» y solo se ha producido en importancia durante épocas de escasez, como la Posguerra. Por su baja cantidad proteica, no se considera una harina panificable y por lo tanto se mezcla. La cebada se destina a la alimentación de ganado y a la producción de cerveza.
Algunas variedades locales tradicionales españolas son la cebada común, la cebada desnuda, la negra de seis carreras, la cuadrada y la Albacete. A partir de los años 1940 se introdujeron nuevas variedades de alto rendimiento procedentes de Europa y en la actualidad la mayoría de la producción está fitomejorada. Sin embargo, varios estudios han señalado que las variedades tradicionales pueden tener características interesantes aún no estudiadas agronómicamente por su resistencia a los entornos hostiles. En 2014, la superficie cultivada fue de 2,9 millones de ha, con una producción de 6,4 t, con cebadas de dos carreras (hileras) y de seis carreras, aunque las primeras son la abrumadora mayoría (91%).

### Centeno

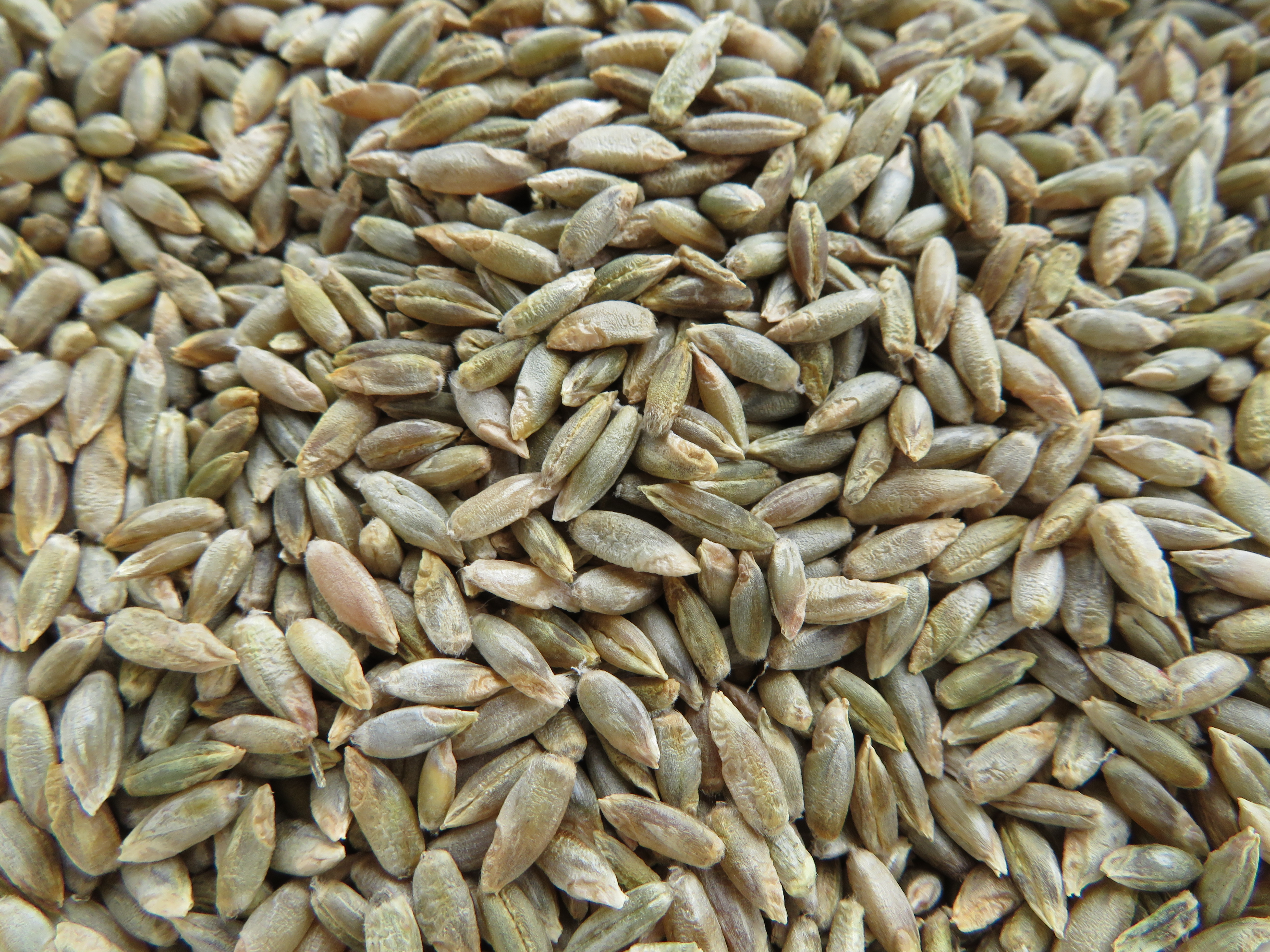
Centeno

El centeno (Secale cereale) es una planta resistente a la sequía y las heladas. Se cultiva sobre todo en zonas montañosas, y es de gran calidad a partir de los mil metros de altitud. España, por su relieve elevado es el país más al sur en el cual se cultiva, con alrededor de 150 mil ha de campos de centeno (lo que equivale a poco menos que el Área Metropolitana de Madrid). Sin embargo, su producción está mermando tras los años; En un informe del Ministerio de Agricultura de 1957 se estimaron 600 mil hectáreas dedicadas al centeno, siendo el País Leonés la región más productora. En 1975 fueron 227 ha, mientras que en 1995, tan solo 165 ha.
Los panes de centeno son más capaces de retener la humedad, lo que se traduce en una miga más esponjosa, pero suelen ser panes morenos, de sabor amargo y textura más pesada, por lo que a menudo se mezclan con trigo (tranquillón). Estos factores hacían que antiguamente se considerasen panes de baja calidad, y la producción de centeno era limitada. A esto se suma el peligro del cornezuelo del centeno, un hongo parasitario que a veces se ha usado popularmente como droga alucinógena, especialmente en Galicia. Es posible encontrar panes tradicionales de centeno en lugares aislados como la comarca del río Oja (en La Rioja) o el municipio de Nieva (en Segovia).

### Alforfón

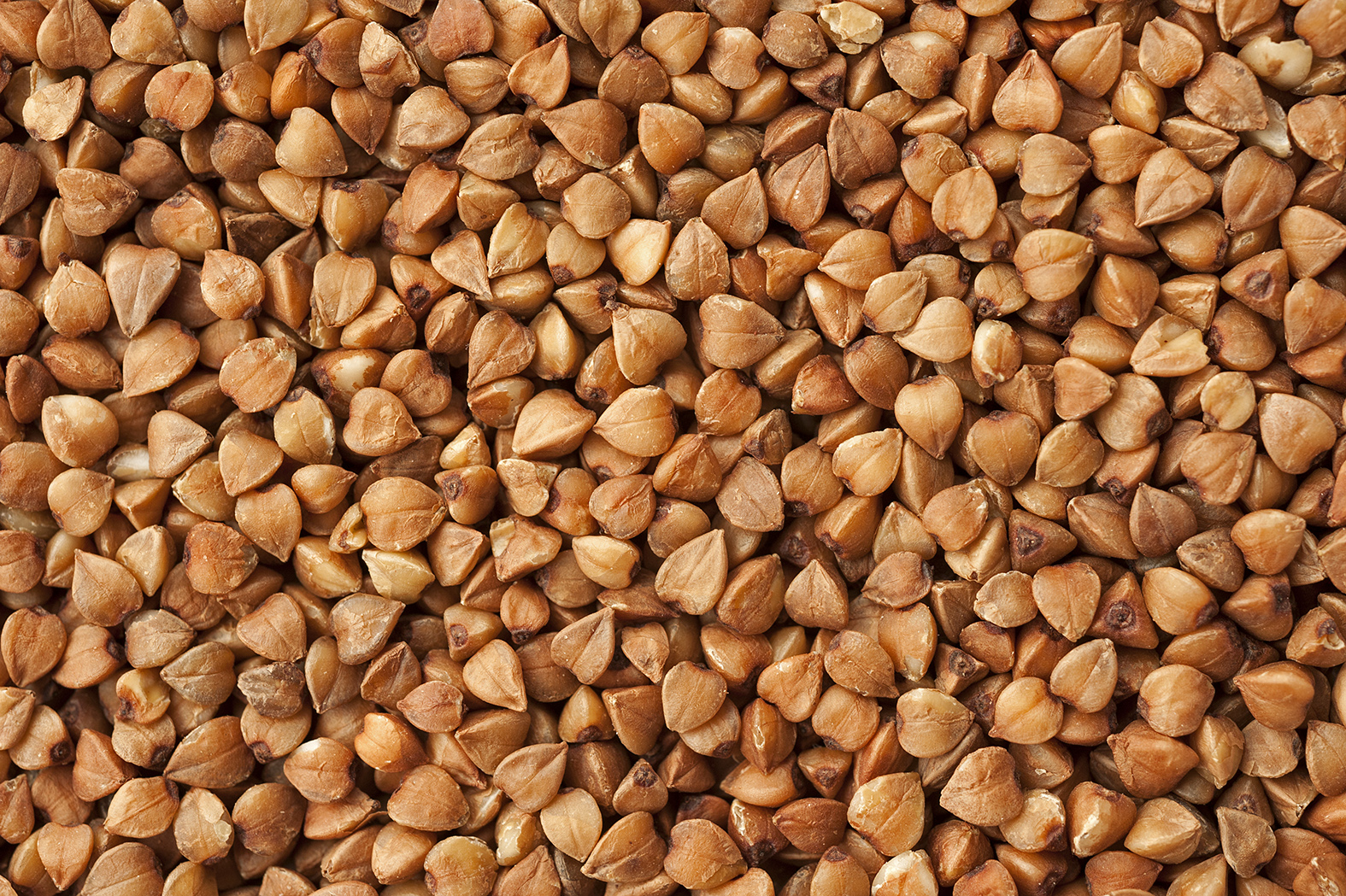
Alforfón.

Históricamente, el trigo sarraceno o alforfón (Fagopyrum esculentum) no tiene mucha tradición en España, ya que es un cultivo de regadío, pero se produce aisladamente en lugares muy lluviosos. Por ejemplo, fue introducido en el siglo XVII en las comarcas de La Garrocha y el Pla de l'Estany, en la provincia de Gerona, donde llueve regularmente incluso en verano. Allí se le llama fajol y en todas las casas se usa típicamente para hacer harina para pan o pienso de ganado. Las dos variedades autóctonas son pota de gall y arrancada. Con la llegada del tecnificación de la agricultura y los cultivos intensivos de los años 60 la producción de alforfón decayó sustancialmente. Para evitar su desaparición, se organiza anualmente la Fira del fajol.
El alforfón no es un trigo. Su apelativo «sarraceno» hace referencia a quienes lo importaron a España (los árabes).

### Maíz

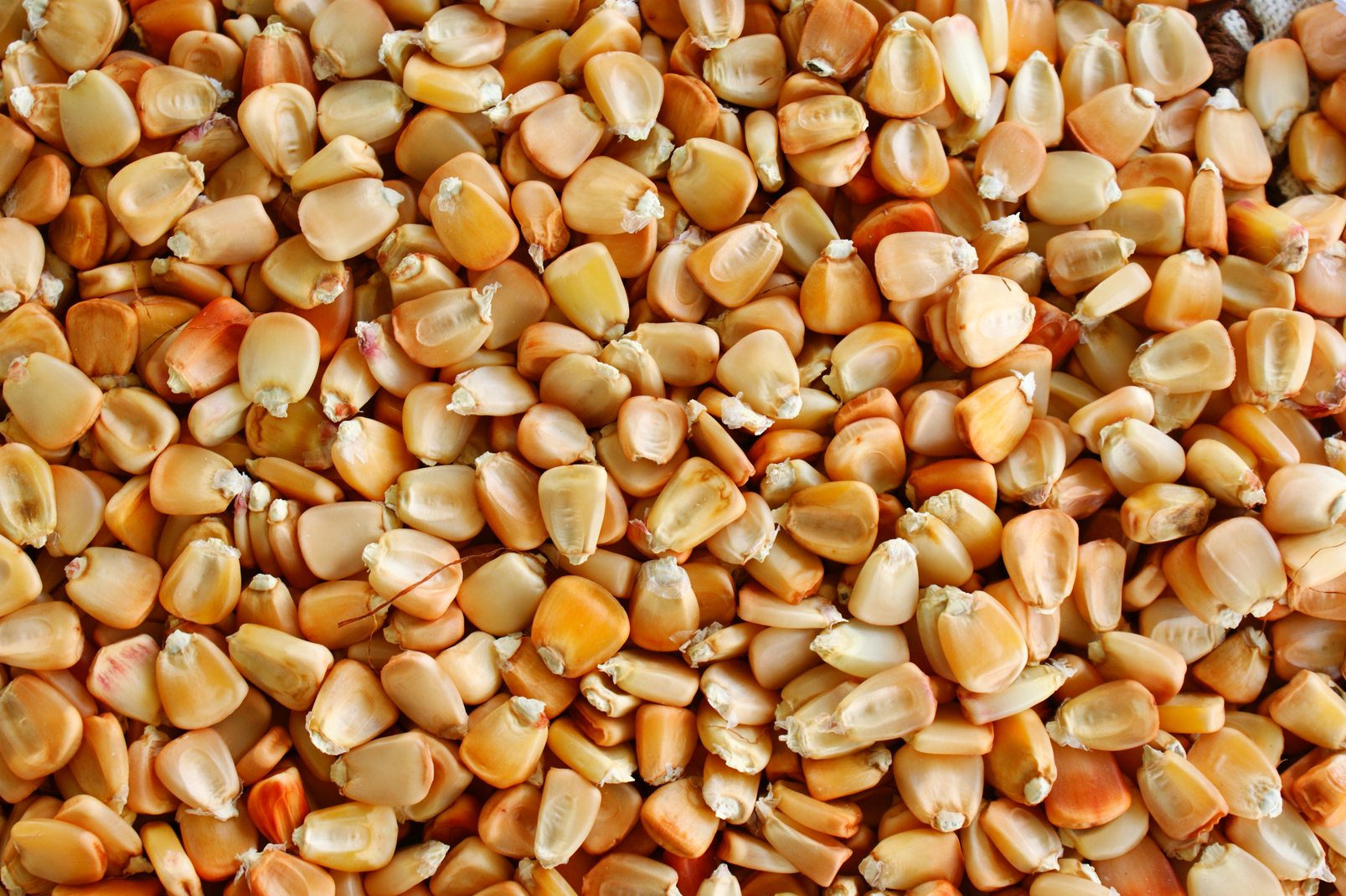
Maíz.

Fue el último de la lista de cereales de España pero no por eso menos importante. De hecho, en el norte del país, le robó el nombre al mijo (millo en gallego, arto en vasco), y en Valencia hizo lo propio con el sorgo (dacsa). En Almería, León, Murcia, Castellón, y otros lugares de España también es conocido como panizo, que es un nombre originariamente para el mijo menor. Así pues, el maíz vino a sustituir la función que cumplian otros cereales secundarios, hoy prácticamente desaparecidos. En buena parte de Cataluña se le llamó blat de moro por su carácter exótico (de ahí también el moresc dicho en el área de Tarragona, y el blat d'Índies en Baleares).
El maíz sin embargo no se usa apenas para hacer pan, en primer lugar por la poca aceptación del gusto europeo a su sabor, pero sobre todo porque la harina de maíz, usada sola, resulta en unos panes demasiado pesados, por lo que necesariamente se debe mezclar. Hoy en día, el maíz se produce principalmente (en este orden) en Castilla y León, Aragón, Extremadura, Cataluña y Castilla-La Mancha (2019), donde, a diferencia que en la España verde (Galicia, Asturias, Cantabria y Euskadi), es necesariamente un cultivo de regadío. Es en las regiones del norte donde más tradición culinaria tiene el maíz, a pesar de su pobre rendimiento. En toda la Cornisa cantábrica se pueden encontrar panes tradicionales a base de maíz, siendo la más clásica la borona o brona. En la cocina valenciana encontramos la coca de dacsa, es decir, de maíz. Sin embargo, la producción de este cereal se destina sobre todo al pienso de animales, y no tanto al consumo humano.

### Otros cereales
En mucha menor medida, se producen otros numerosos cereales en España, entre los cuales: 
- Avena (Avena sativa), al igual que el centeno, la avena es muy apreciada en los países germánicos, y no tanto en el sur de Europa.[88] Esto es porque la avena gusta de un terreno húmedo, que la mayoría de Iberia no le puede proporcionar. De por sí la harina de avena no es panificable porque no tiene el suficiente gluten, pero se suele mezclar.
- La espelta (Triticum spelta) tiene un gluten más digerible y propiedades más saludables. Se dejó de cultivar por su bajo rendimiento, aunque desde hace unos años ha gozado de cierto renacimiento. El único sitio de la península donde la espelta tiene tradición es en Asturias, donde se denomina escanda.
- Triticale (×Triticosecale), un cruce entre trigo y centeno
- Tritórdeo (Tritordeum), un cruce entre trigo y cebada desarrollado en 1977 por Antonio Martín, de IASC-CSIC (Universidad de Córdoba, España). La harina de tritordeum se puede adquirir en muchos establecimientos de España y el sur de Italia y se emplea como harina de alta calidad tanto para repostería como para elaboración de cerveza.[72]
- El sorgo (Sorghum vulgare)
- Mijo (Panicum miliaceum) El mijo prácticamente ha desaparecido en España y toda Europa, aunque en la Antigüedad fue un alimento básico. Esto es debido al bajo contenido de gluten del mijo, que produce una harina de calidad pobre, que requiere ser mezclada.[88]
- Alpiste (Phalaris canariensis)

## Panadería nacional
Según la ley española (Real Decreto 308/2019), los panes del país se clasifican en las siguientes categorías:
1. Panes comunes:
- Panes de miga dura (bregado, español o candeal): que se elabora mediante el proceso de refinado. Es un pan de miga blanca.
- Panes de miga blanda (flama): incluye una mayor proporción de agua que el pan bregado y no precisa normalmente de refinado. La miga de este tipo de pan tendrá alveolos más irregulares.
- Panes integrales: pan elaborado con harina integral o de grano entero. Se etiqueta como «pan integral» o «100% integral», seguido del tipo de cereal.

2. Panes especiales:
- Panes que contienen semillas de otro tipo: panes comunes que incluyen semillas comestibles que no son gramíneas, leguminosas u oleaginosas, como el amaranto, la quinua o el alforfón, entre otras.
- Pan multicereal: contiene tres o más harinas diferentes, de las cuales dos al menos procederán de cereales.
- Pan de Viena, pan de nieve o pan bombón: está elaborado a base de masa blanda de harina de trigo, entre cuyos ingredientes pueden entrar, además de los básicos, uno o varios de los siguientes: azúcares, leche, grasas o aceites.
- Pan tostado: pan que después de su cocción es cortado en rebanadas, tostado y envasado.
- Biscote: pan que después de su cocción en moldes con tapa, es cortado en rebanadas, tostado y envasado.
- Colines, regañás o picos: son piezas de miga seca, quebradiza y crujiente y de sección estrecha. Se elaboran a partir de masa panaria que contiene grasas o aceites, es cortada habitualmente después del laminado, fermentada y horneada.
- Pan de molde: aquel que para su cocción ha sido introducido en molde.
- Pan rallado: producto resultante de la trituración industrial del pan. Se prohíbe fabricarlo con restos de pan procedentes de establecimientos de consumo.
- Otros panes especiales: como el pan bizcochado, el pan dulce, el pan de frutas, el pan ácimo, el pan pita, la tortilla de maíz o de otros cereales, etcétera.

También se pueden clasificar los panes según el formato, es decir, su forma y tamaño: «panecillos» (panes pequeños, ideales para hacer bocatas), hogazas (panes grandes, usados para acompañar comidas), y se podría extender a muchas otras morfologías: la rosca, la barra, el bollo, etc.

### Pan candeal

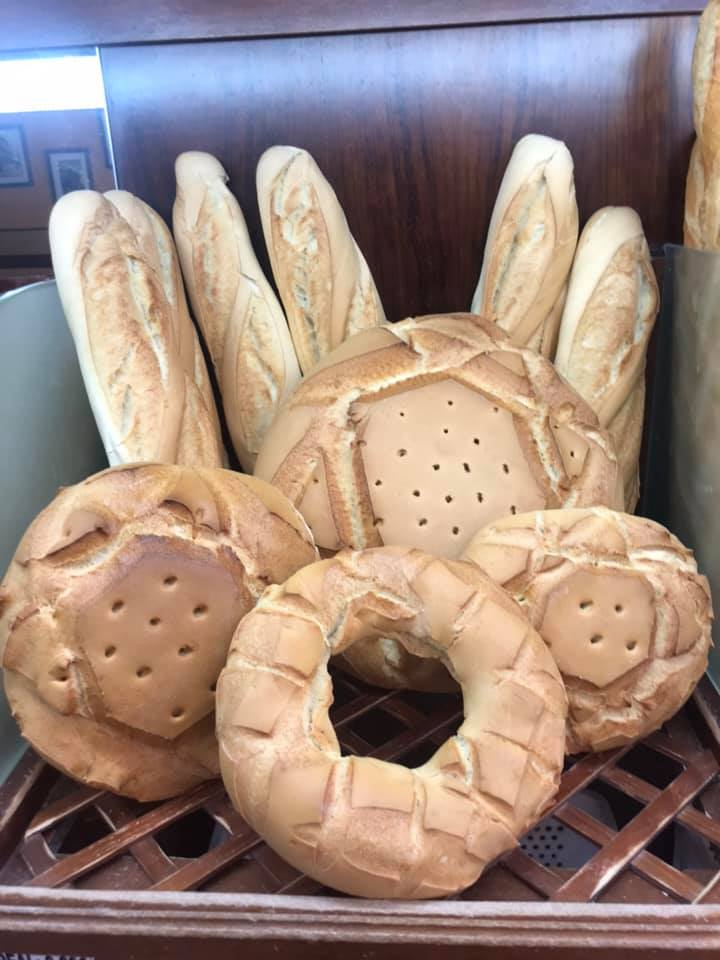
Pan candeal

Los panes de masa candeal tienen como característica principal que no se amasan, sino que se refinan. El proceso de refinado de una masa (también referido como «bregar» o «sobar» una masa), consiste en prensar o comprimirla, bien sea a mano con un rodillo o con una máquina especial para ello, la refinadora o sobadora, la cual es una herencia directa del histórico breguil. Este instrumento tiene dos rodillos y una manivela que los hace girar, y la masa de pan se pasa por en medio. Durante el refinamiento, la masa va expulsando las partículas de gas («tirarse peditos») y su textura va cambiando a una más lisa, rígida, uniforme, cohesionada, maleable y sedosa. Tras el horneado, el resultado es un pan de miga densa, «algodonosa» y blanca, con una corteza crujiente, lisa y de color dorado.
Los panes hechos de masa refinada se pueden encontrar de forma aislada en otros países, como la coppia ferrarese italiana, pero en ningún lugar tienen tanta tradición como en España, por ello también es reconocido legalmente como «pan español». Algunas variedades de pan candeal son el bisalto de Calatayud, la fabiola de Palencia, el Pan de Cruz de Ciudad Real o el bollo de Sevilla.
Los candeales son la familia de panes «de miga dura», y su opuesto son la familia de panes de flama o «de miga blanda».

### Pan de flama
El opuesto al pan candeal es el pan de flama, que en la actualidad es el pan más consumido en España. Tienen una miga blanda, más alveolada y ligera, y una mayor proporción de aire y agua. Esto la vuelve también más perecedera. Algunos panes de flama consumidos en el país son la baguette, de origen francés, la chapata, de origen italiano, el pan payés catalán, el bollo preñao de Asturias, el pan de Cea gallego o la pitanza murciana
En la actualidad, la barra artesana es una de los panes más producidos y vendidos en toda España. Por desgracia, se aplica como nombre genérico para una amplia variedad de preparaciones, que en pocos casos es artesanal. Por lo general, se caracteriza por su forma alargada y una miga alveolada y húmeda. El llamado pan rústico es otro cuyo nombre ha sido malinterpretado; originalmente, era un pan amasado semanalmente y cocido en los hornos públicos. Era guardado en tinajas de barro para evitar su endurecimiento. En la actualidad, el pan rústico solo es elaborado en panaderías con horno de leña, puesto que su elaboración artesanal así lo requiere.

### Panes integrales y multicereales
Los panes de centeno, que son más morenos, más pesados y con un sabor más fuerte son más típicos del norte y centro de Europa, aunque recientemente se están empezando a introducir en las panaderías de España los panes de otros cereales, de semillas o los multicereales, de la mano de un mayor interés por la dieta sana.

### Cocas y tortas

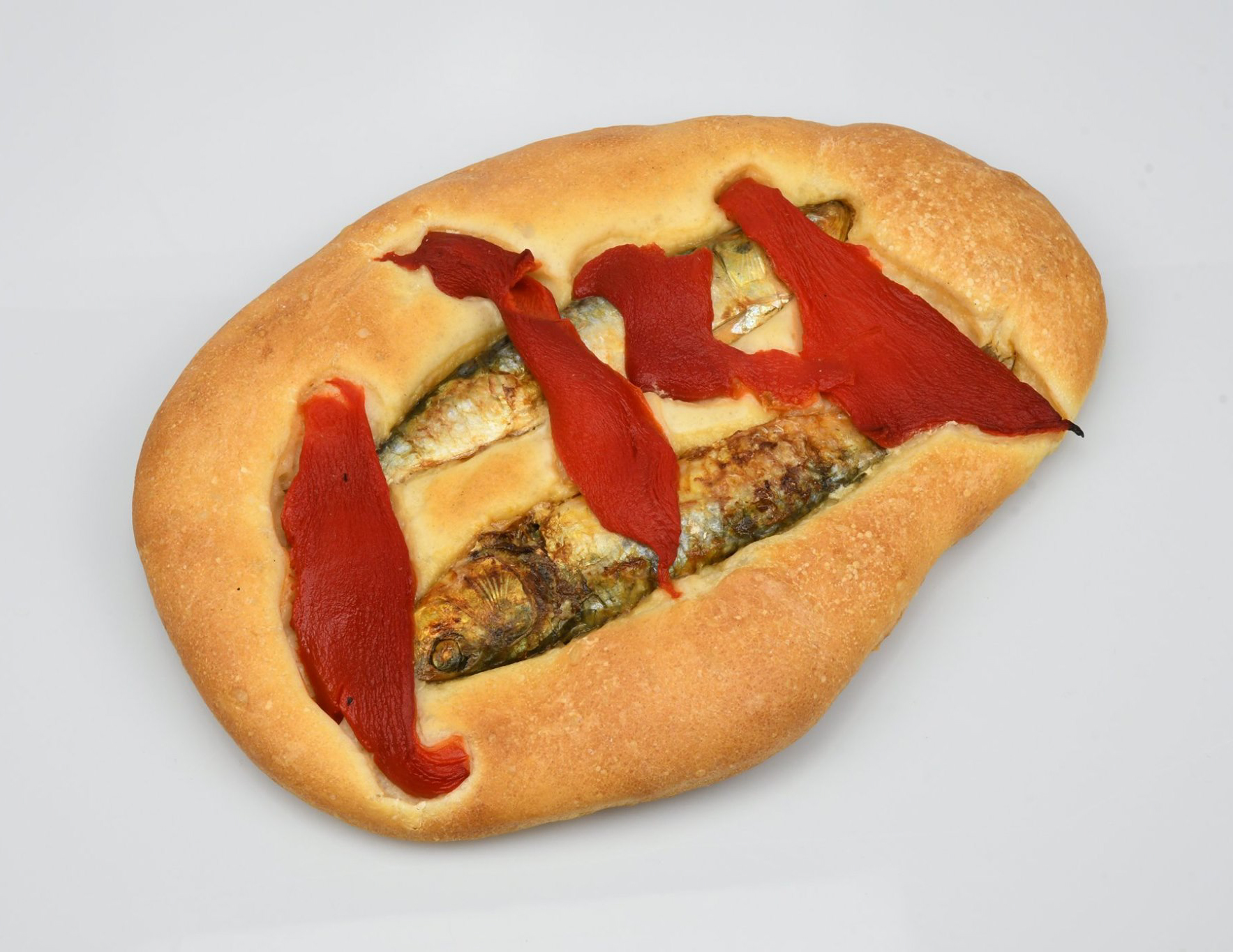
Regañao de sardina, Teruel.

Las cocas y tortas son panes planos que antaño los panaderos hacían con recortes de masa sobrantes y eran las primeras piezas en meterse en el horno, pues se cuecen en pocos minutos y, con la humedad que sueltan, «desbravan» el calor del horno y lo dejan listo para las siguientes piezas.
Las tortas aceitadas se pueden encontrar en la ribera del Duero, Andalucía Oriental (las tortas de Jaén, así como las jayuyas y salaíllas de Granada), centro y sur de Aragón (el pan de cañada) el Levante, o Cataluña meridional (el tallat de Tortosa). En Navarra, las ainosas son tortas de pan muy planas a las que se echa aceite por encima. A veces se hacen en la masa pequeños agujeros con los dedos con objeto de que el aceite penetre más profundamente. Tortas similares son las cascarañas de Ujué, los “escaldus” de Andosilla, los “dobleros” de Eslava, los “lolos” de Sangüesa y las “papachas” de Fitero.
La expansión global de la pizza ha eclipsado a las demás preparaciones similares (pero no iguales) que aparecen por todo el Mediterráneo: desde la sfiha árabe del Levante, hasta la pissaladiera de la Provenza francesa. En el caso de España también existen algunas pseudo-pizzas, especialmente en el área mediterránea. Por ejemplo, el regañao de Teruel es una torta con toppings de jamón y pimiento rojo. Similar es el bollo de Requena o torta de Utiel, que incluye sardinas, jamón y longaniza. En los países catalanes encontramos varias formas de pseudo-pizzas, llamadas cocas saladas, como la coca de recapte catalana, la coca de trempó mallorquina o la coca de atún de Alicante.

### Pan crujiente

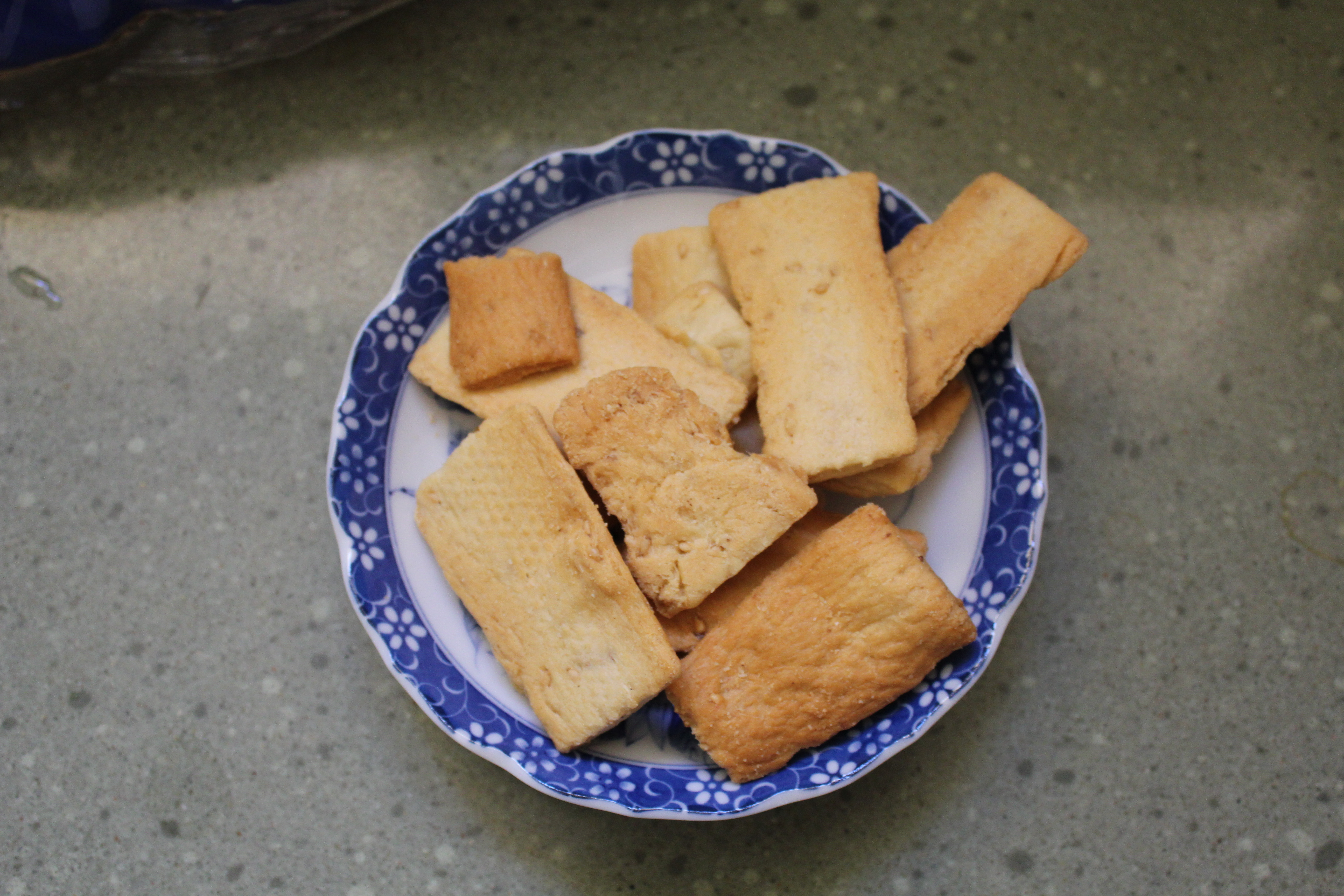
Picos

Una masa horneada por un tiempo prolongado desarrolla una miga seca y crujiente. Normalmente estos panes son del tamaño de un bocado, como los picos, los colines, las rosquillas de Alhama y los picatostes.
Éstos panes han estado históricamente ligados a la navegación. No es casualidad que los dos lugares donde más afición hay por los panes crujientes sean Canarias y Baleares, con el pan bizcochado en el primero, y la galletas de Inca en el segundo. También las crostes y la galleta forta de Ibiza y Formentera.

### Panes dulces

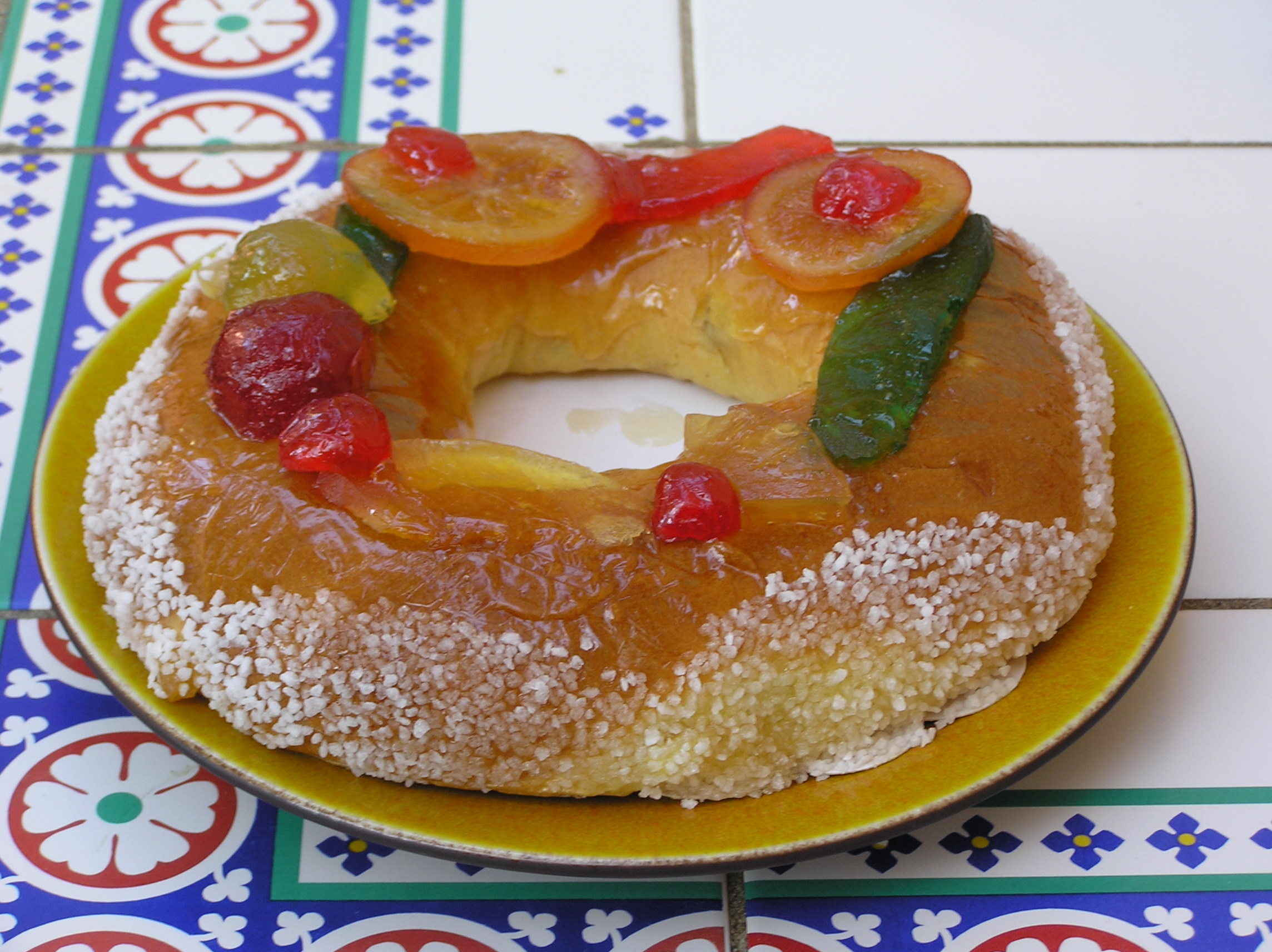
Roscón de reyes

Los panes dulces tradicionales cobran especial importancia durante los periodos religiosos: la Navidad, la epifanía, la cuaresma, la Semana Santa o todos los santos son fechas señaladas en las que consumir mantecados, polvorones, el roscón de Reyes, la culeca.
Tiene España panes dulces tradicionales a lo largo de su territorio: el bollo turco extremeño, sobaos en Cantabria, los borrachos de Tarancón, las jallullas granaínas, algunos panes de cañada de Aragón, los papajotes, la tarta larpeira y la filloa gallega, bizcochos de soletilla o magdalenas por mencionar algunos.

## Panadería regional
España tiene un generoso rango climático: un tiempo mediterráneo en el Levante y el Sur, que contrasta con el clima atlántico del Norte y el Oeste, ambos separados por una amplia zona de clima de interior, que aunque fértil, solamente permite cultivos de secano. Esto es debido a su orografía (es el segundo país más montañoso de Europa). Históricamente todo ello ha provocado muchos rasgos distintivos regionales, lo cual se pone de manifiesto en su cocina y su panadería regionales:

### Andalucía

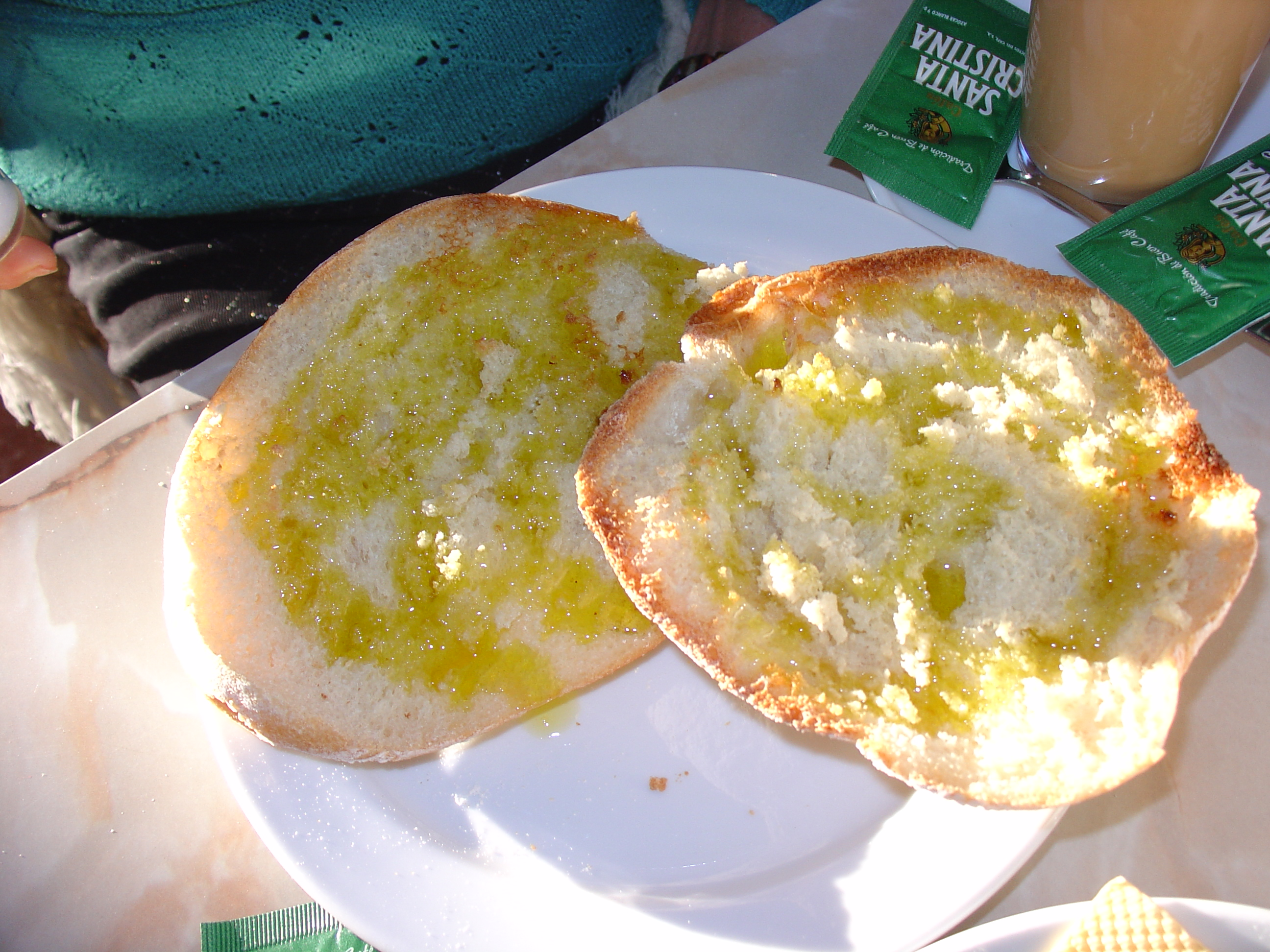
Mollete

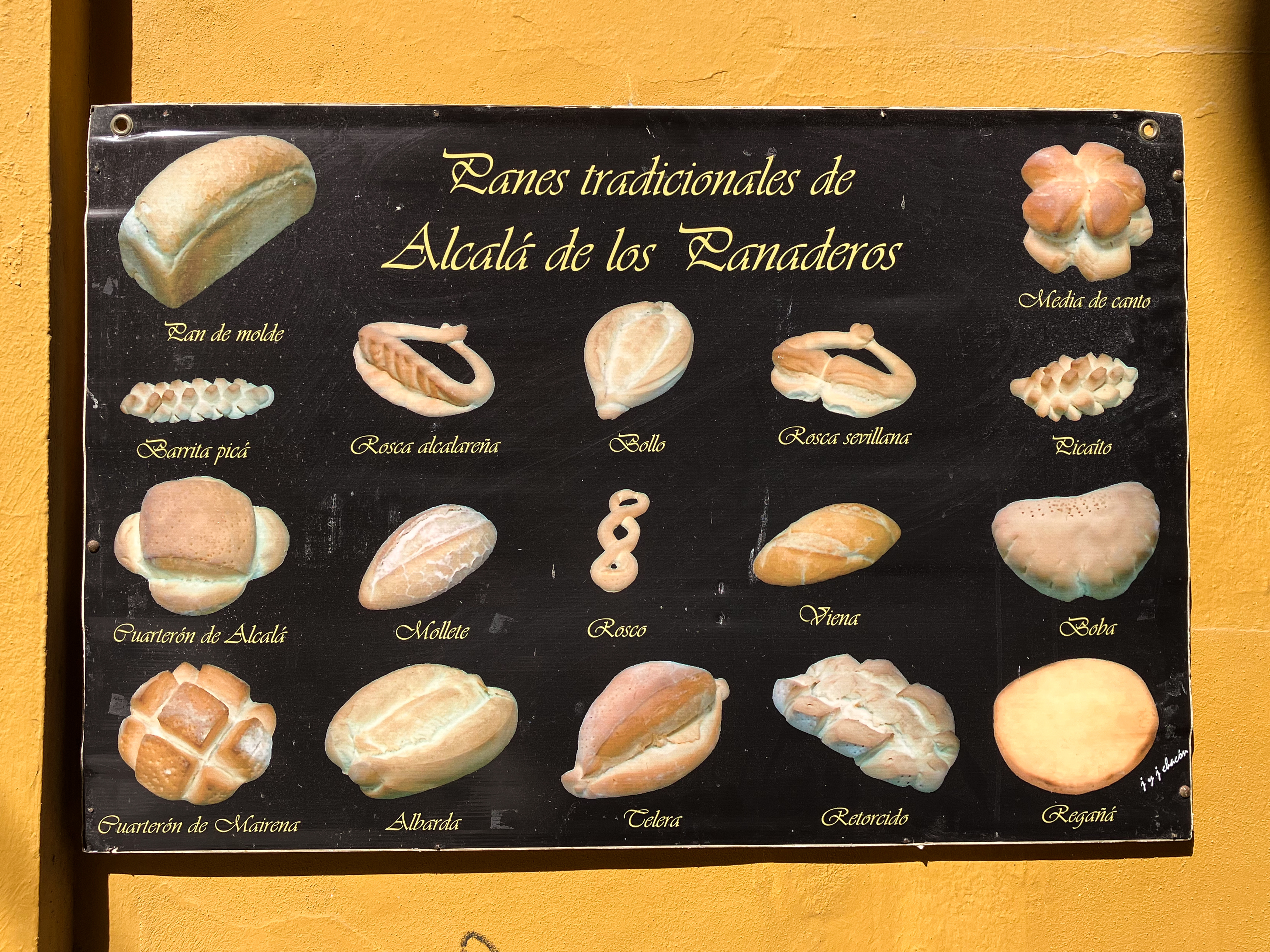
Panes tradicionales de Alcalá de Guadaíra, popularmente llamada "Alcalá de los Panaderos".

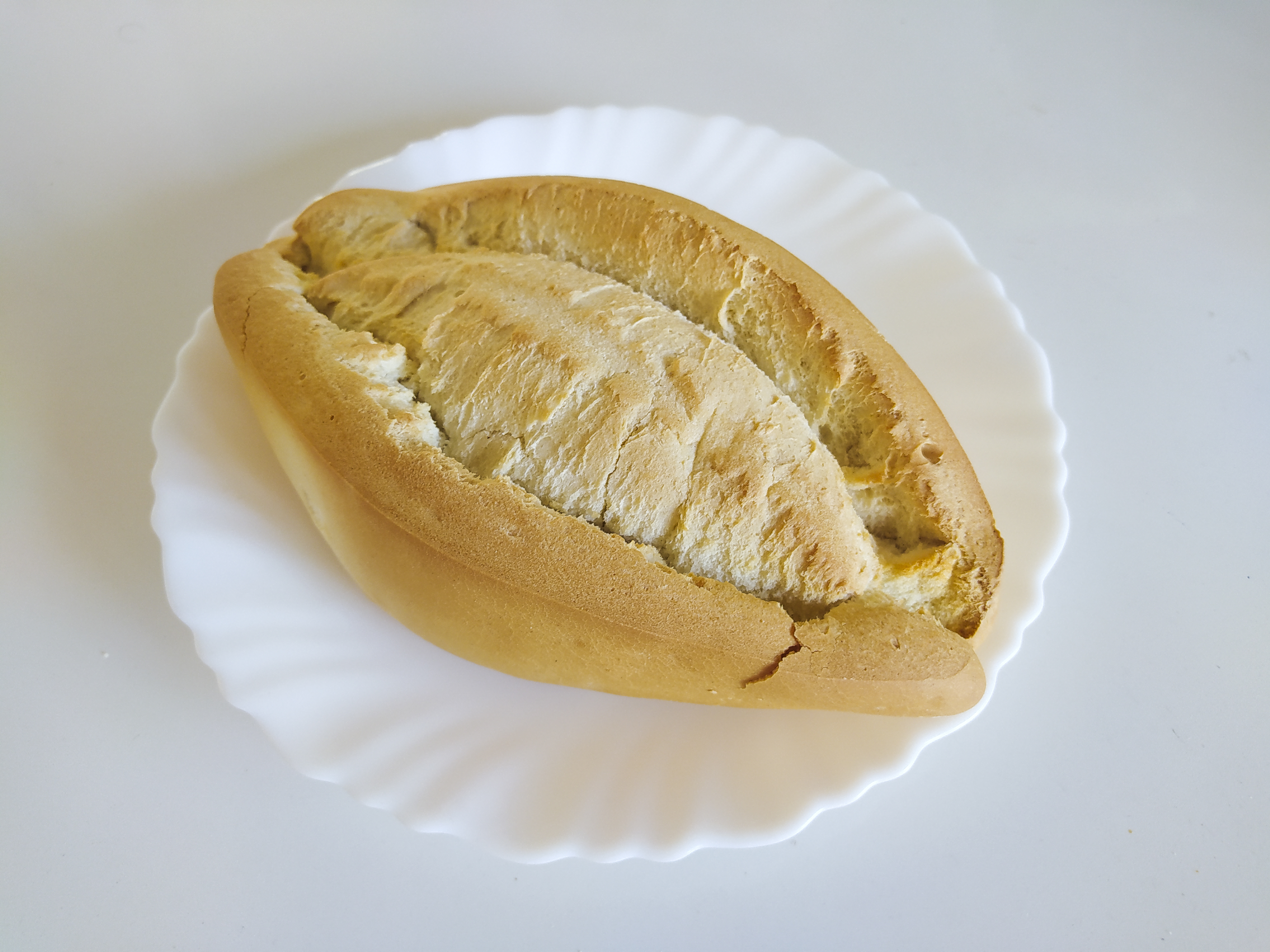
Bollo sevillano.

Dentro de los diferentes territorios que componen España, históricamente Andalucía ha sido una tierra fértil, y su producción de grano, abundante. «las tierras de Al-Ándalus disfrutaron siempre de panes de gran calidad que gozaron de merecida fama, situándose a la altura de las más preciadas piezas europeas» (Capel, 1994, p. 93). Una peculiaridad de la panadería andaluza es que en esta región conviven panes de miga ligera y refinada como el mollete con panes arcaicos elaborados con trigo duro local, como el pan cateto.
La ciudad de Alcalá de Guadaíra, unos 15 km al este de Sevilla, es conocida por su tradición panadera. Fueron los árabes quienes instalaron los primeros molinos de agua en el río Guadaíra, en los cuales se obtenía una harina muy fina y de gran calidad. Ya desde entonces, Alcalá se dedicó a abastecer de pan a la capital andaluza. Los panaderos alcalareños transportaban su producto en burros y así lo vendían por las calles de Sevilla. La ciudad fue apodada «Alcalá de los Panaderos». En 1873 se creó un ferrocarril entre ambas ciudades específicamente para el transporte de pan. El conocido como «Tren de los Panaderos», donde transportaban hasta los burros. Antiguamente, el trabajo era todo artesanal. Las mujeres sobadoras amasaban el pan, y los hombres eran los horneros. También estaba el oficio del maestro de pala, quien disponía la cantidad de harina que se fuese a usar.
Sin embargo, la tradición panadera de Alcalá se ha perdido ya en gran medida. De las 70 panaderías que existían a finales del siglo XIX, se han reducido a 13 en 2021, barridas del mapa por la industria panificadora a gran escala. También muchas harineras han cerrado. Algunos panes de Alcalá son:
- El bollo y sus derivados, la telera y la albarda;
- El picaíto, un bollo greñado con cortes perpendiculares que tras hornearse forman protuberancias, las cuales se pellizcan al momento de comerse.
- Rosca alcalareña
- Boba

De Andalucía Oriental son típicas las masas aceitadas.
Otros panes andaluces son:
- Semita
- Hornazo de San Marcos
- Manolete gaditano
- Mollete de Antequera
- Ochío
- Pan cateto
- Pan de Alfacar
- Picado andaluz
- Regañá y picos
- Viena andaluza
- Bollo sevillano
- Pan bobo de Huelva
- Pan serrano de Huelva
- Pan de cachos, Córdoba
- Pan abogao, también de Córdoba
- Pan de campiña
- Albardilla: pan de masa dura y miga blanca típico de Málaga.[2]
- Cateto: hogaza malagueña con una miga muy compacta, de manera que aguanta varios días hasta que se endurece.[2]
- Pan molinero de Jaén y Córdoba

Alfacar, en la provincia de Granada, es el pueblo con más panaderías de España por habitante. El producto estrella del pueblo son las salaíllas.

### Cornisa cantábrica(Galicia, Asturias, Cantabria y País Vasco)

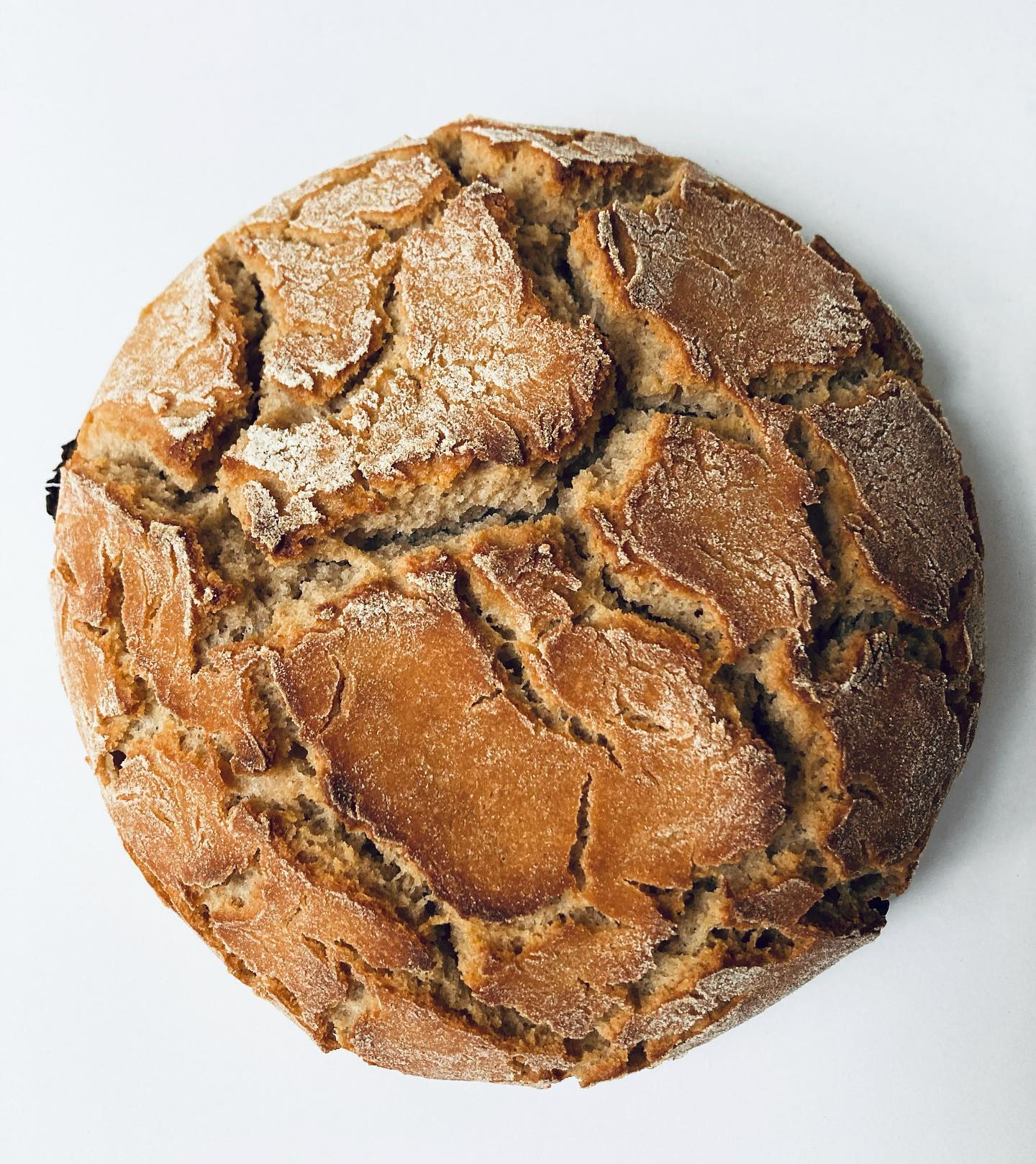
Borona, boroa, brona o broa, según el lugar, es un pan típico del norte de España, desde el País Vasco hasta Galicia y el norte de Portugal.

El clima atlántico que domina la España Verde ha favorecido en esta región el cultivo de otros granos aparte del trigo, como la avena, el centeno o el maíz, que necesitan más humedad. No es rara la existencia de mesturas o «mixturas» de diferentes harinas. El pan hecho con harinas de otros cereales es llamado borona, boroña, brona o boroa según el lugar (del celta bron, 'pan'). En Asturias, las bronas de maíz son las más típicas, y en Galicia se pueden encontrar las «bronas negras», de centeno o de maíz. Se combinan con panes de trigo y miga blanca como el cornecho. Varios son los pueblos gallegos cuya tradición panadera tiene prestigio: Cea, Ousá, Porriño, Mondoñedo o Neda por mencionar algunos. Galicia tiene el honor de ser considerada «la zona de España donde más y mejor se ha conservado la tradición artesana del pan».
Cantabria, más influida por la cultura castellana, se pueden encontrar panes de miga blanca, como el «señorito» de Santander. En Asturias se puede encontrar una hogaza candeal llamada panchón, la cual tiene dos variantes, la de miga esponjosa y la compacta. Con la espelta, llamada escanda en Asturias, se hace el «pan de escanda», que fue el sustituto del pan de trigo durante casi toda la historia del Principado. Desde antiguo, se elaboran panes que en sí son una comida completa, introduciendo alimentos dentro de la masa. Por ejemplo el bollo preñau, un pan cilíndrico de harina de trigo, a veces de maíz, que en su interior lleva chorizo. La rapa es una especie de borona del occidente astur, ya casi en desuso, en cuyo interior se introducen trozos de tocino. Se cuece envuelta en hojas de berza.
En el País Vasco también se hacen boronas, y otros panes locales como karapaixo del área de Oñate y Mondragón, la opilla, el pan redondo de Bilbao, una torta de maíz llamada talo, el zopako de San Sebastián o la otana de Vitoria, de clara influencia castellana. Durante siglos, el pan fue el alimento central en las mesas de los caseríos vascos (baserri), a pesar de la crónica escasez de trigo de esta región, y la consiguiente necesidad de importarlo de fuera. «El pan era de trigo o maíz dependiendo del poder económico de la familia» (Balasch i Blanch y Ruiz, 2014, p. 223). En los caseríos tradicionales el pan era cocido en hornos alimentados con leña de brezo (txilar). Primeramente, se calentaba el horno hasta que su bóveda se tornaba blanca (labea zuri), entonces se retiraban las brasas y se introducían las masas con una horquilla de dos puntas (urkullu).

### Aragón

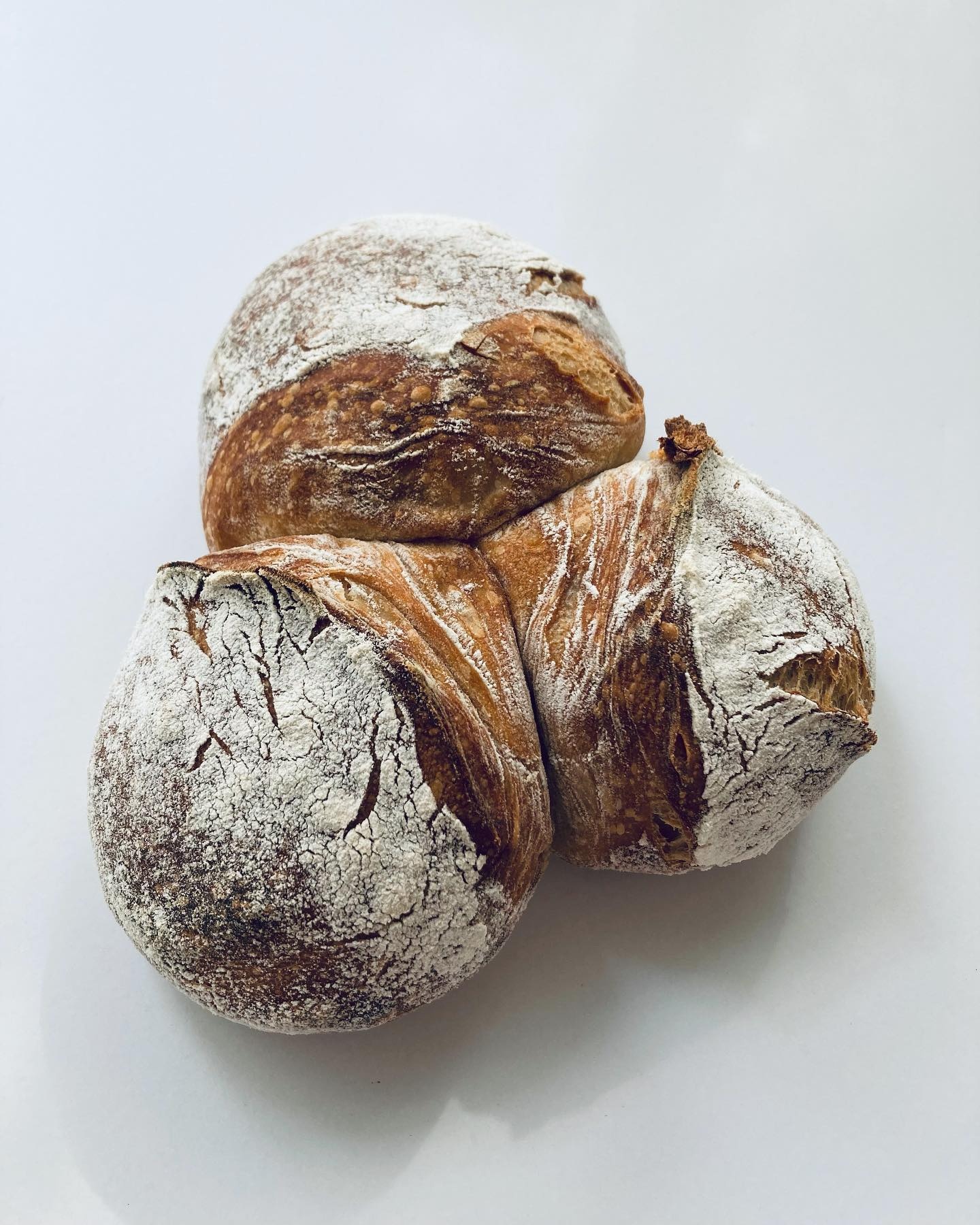
Pan de tres moños, Huesca.

La tradición panadera de Aragón guarda una cercana relación con las de otros territorios de la antigua Corona de Aragón; por ejemplo el archiconocido pan de payés catalán tiene sus homólogos aragoneses que son el pan de cinta de Zaragoza o el pan de estrella del sur aragonés. Una obra notoria sobre la tradición panadera de esta región es El pan y su influencia en Aragón (Montal Montesa, 1997). Algunos panes típicos de Aragón son:
- Bisalto, bisarto o bisaltico
- Coq de Valderrobres
- Pan dormido, un pan dulce y espojoso, típico de diversas áreas de la serranía Celtibérica y que muestra una innegable similitud con la toña murciana y alicantina, el panquemao valenciano y otros muchos homólogos de la región.
- Pan de cinta, corteza crujiente y miga hueca.[92]
- Pan de cañada del Bajo Aragón, una torta de forma oblonga y dulce. Es un pan duradero. Su nombre hace referencia a las cañadas que usaban los pastores para llevar su ganado de una región a otra (transhumancia), por lo que este pan les aportaba alimentación por largo tiempo.[113][114]
- Pan de pintera de Teruel[114]
- Pan de tres moños de Huesca

### Islas Baleares
Las Islas Baleares fueron repobladas por catalanes principalmente, por lo que ambas comunidades autónomas comparten muchas preparaciones tradicionales de pan.
La Administración pública de Baleares creó el distintivo de calidad Pa d'Aquí. Panes de aquí: pa de xeixa, llonguet, . Los romanos trajeron el trigo xeixa, el cual se naturalizó y los panes baleáricos tuvieron fama en todo el Mediterráneo. «Formentera» proviene de frumentum, 'trigo'. Algunos panes típicos de Baleares son:
- Coca de trempó
- Cocarroi
- Formatjada
- Pan de payés
- Llonguet
- Pa de xeixa

### Islas Canarias

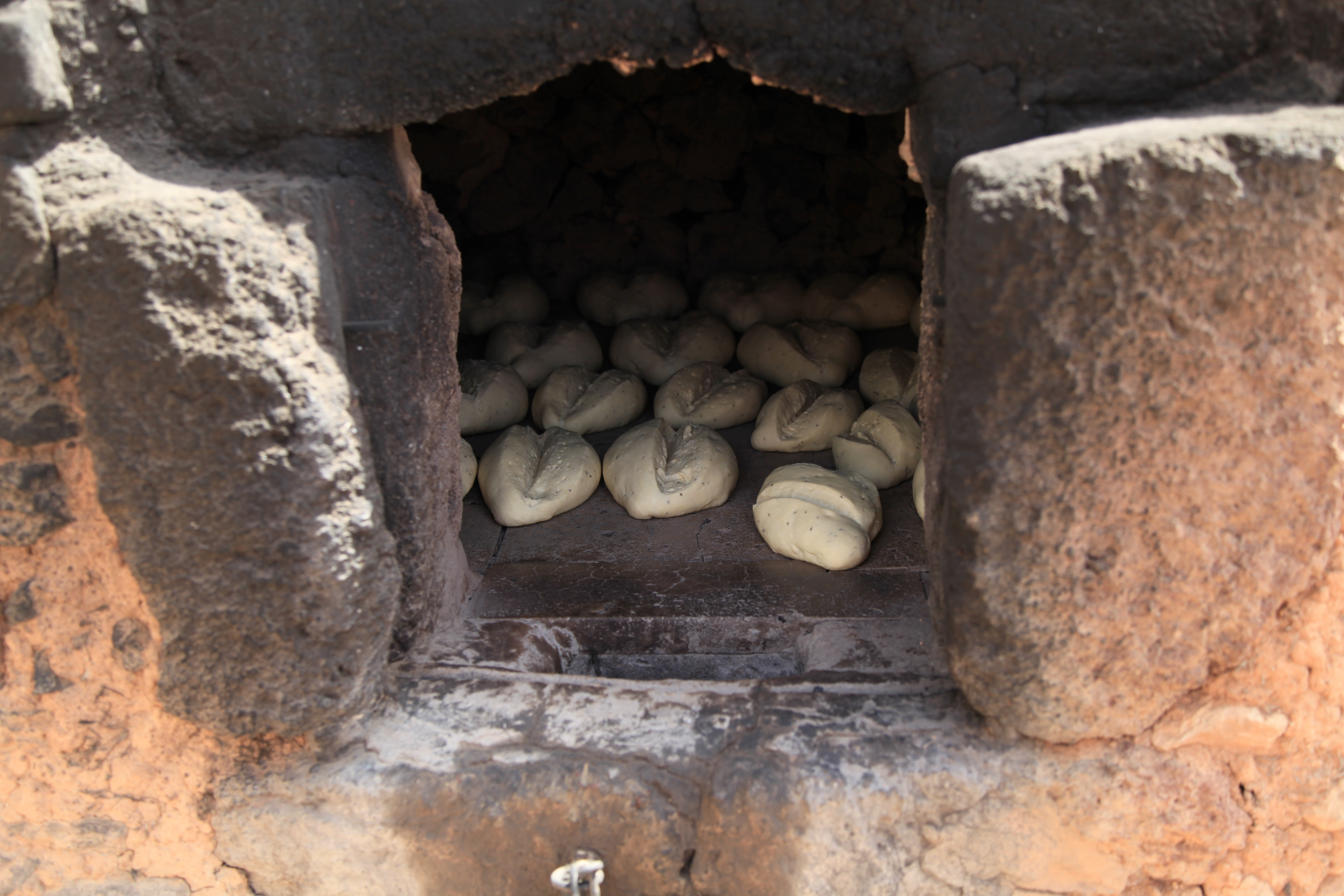
Pan de leña tradicional en Fuerteventura

En las Islas Canarias, el trigo ya era un cultivo común de los aborígenes, aunque más lo era la cebada. Durante la época imperial española, las islas (y en especial Tenerife) se convirtieron en importantes centros de producción triguera. Esto puede sorprender porque hoy día, la producción es ínfima.
Las islas heredaron gran parte de su panadería local de la extensa tradición andaluza, por lo que se pueden encontrar panes similares en ambos territorios.
- Pan de leña
- Pan de matalahuva
- Pan de millo
- Pan de papas
- Pan de puño

En Canarias se come un alimento llamado gofio, que consiste en harina tostada y fue aprendida de los aborígenes. Unamuno lo define como un «pan prehistórico, el esqueleto del pan».

### Meseta Interior(las dos Castillas y Madrid)

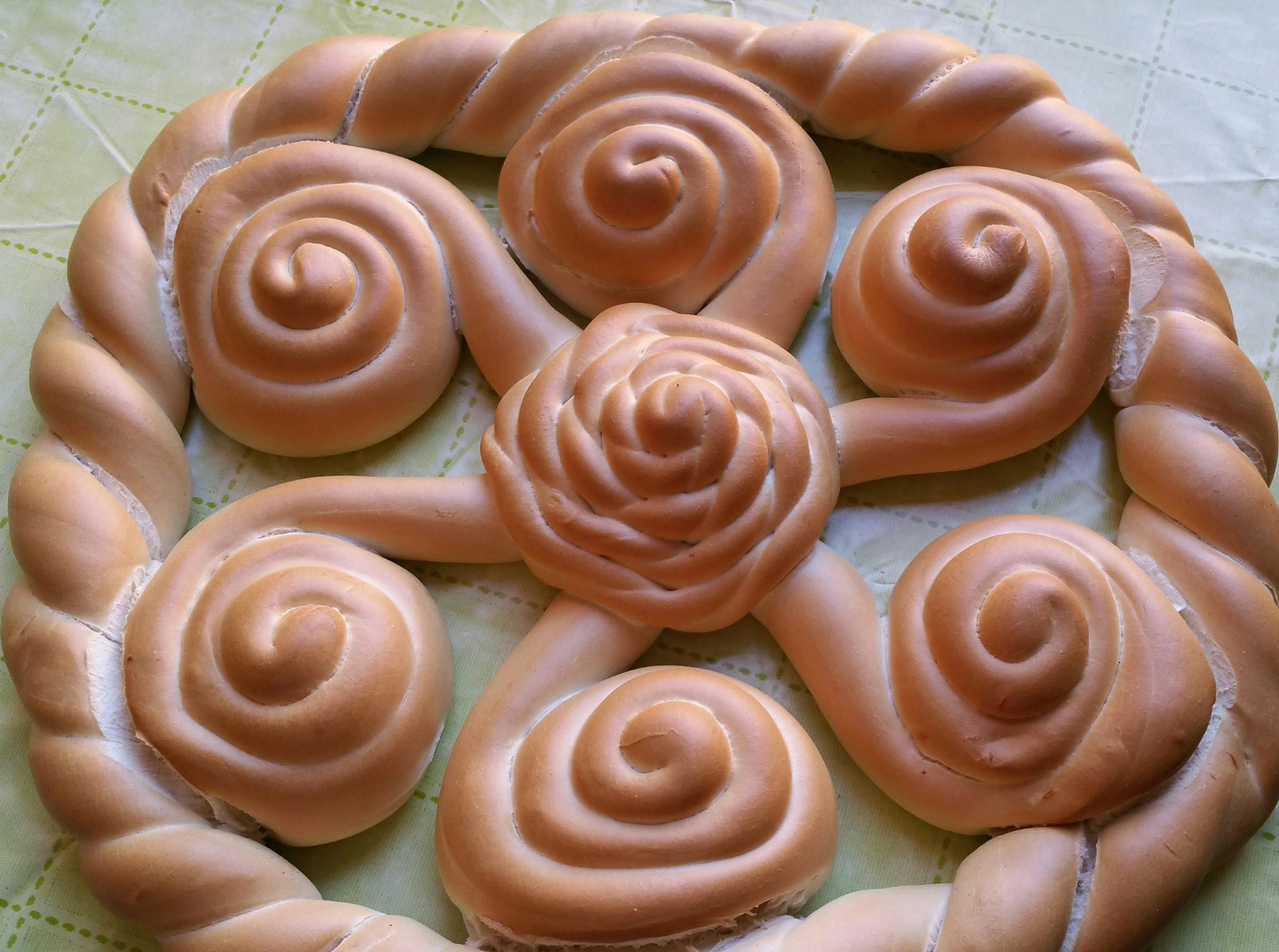
Pan de la suerte, Chinchón

En los páramos yermos de Castilla pocas plantas crecen tan bien como el trigo, por lo que su cultivo ha dominado tradicionalmente el campo castellano; Según Rafael Montal, «es tan ancha Castilla como los grandes mares de cereal que aquí duermen». El interior español es la cuna del pan candeal, panes de miga densa y compacta, muy blanca porque se hace con el trigo candeal. Ejemplos son el pan de Cruz de Ciudad Real, las hogazas de Palencia, León o Zamora, el pan de la Mota (en Cuenca), el colón de Salamanca, el pan bendito de Albacete, la barra fabiola o el lechuguino vallisoletano. La tradición panadera de Valladolid destaca ya desde el siglo IX. Junto con estos panes candeales, «sobados» o «bregados», en las Mesetas también viven otras piezas de miga más esponjosa, como la mediana de Medina del Campo, el pan de Campoó o el pan feo de Zamora. A lo largo de la ribera del Duero se extienden las tortas aceitadas, especialmente en Aranda, Ágreda, Venta de Baños y Soria. En las tierras altas de Soria, aun perviven algunos hornos comunales.
En Madrid, el pan más consumido es la «pistola» (nombre local para la barra). Chinchón es un pueblo en el sur de la Comunidad famoso por sus panes «artísticos», que son panes candeales a los que se les da curiosas formas: trenzado en flor, bastón ('garrota'), cruz, corazón, escudos etc. Tienen su origen en la Panadería Vidal, fundada en 1951 en la Plaza Mayor de la villa. Algunos de ellos incluyen sabor a anís, pues también es un producto reconocido de Chinchón. Algunos panes típicos de Madrid son:

### Cataluña

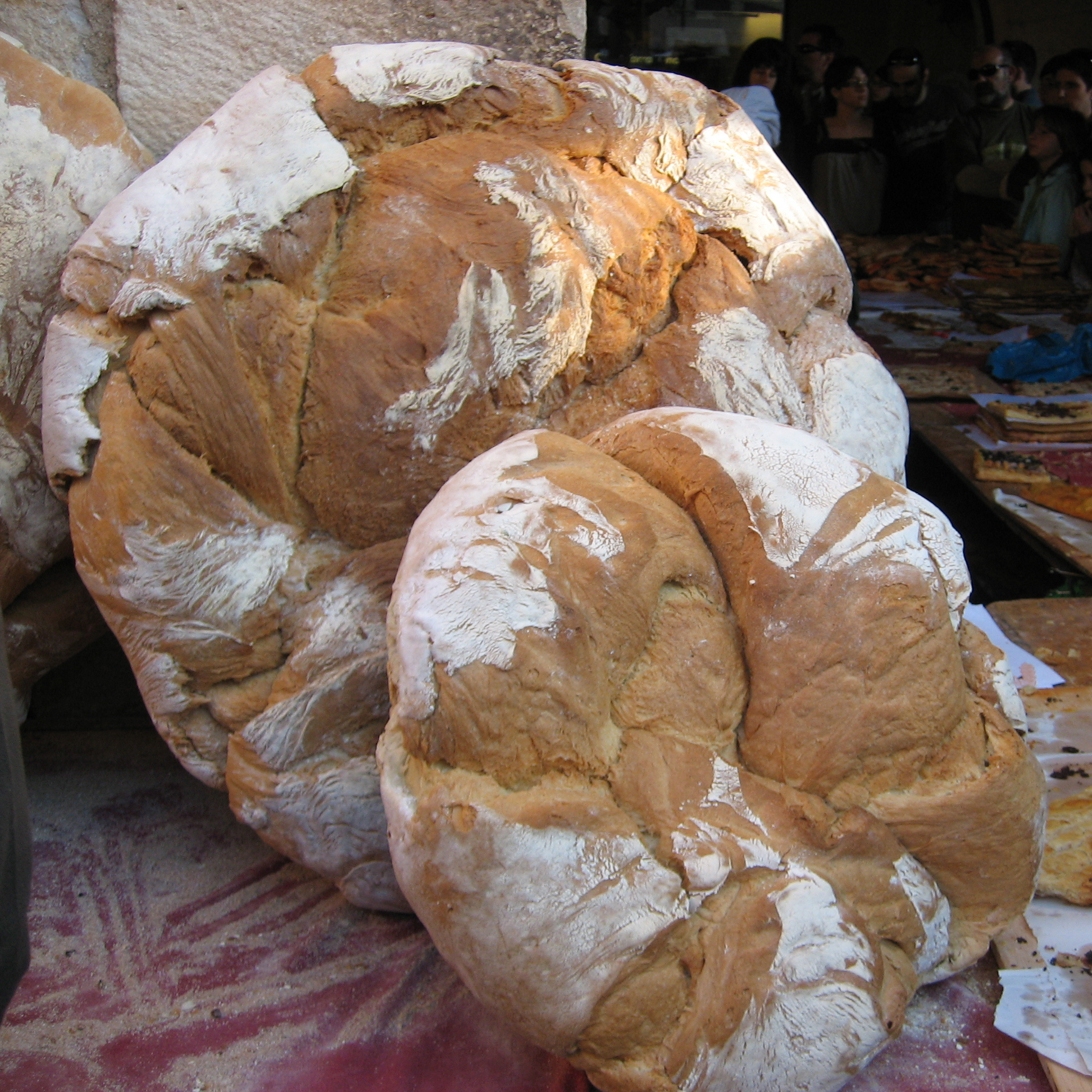
Pan de payés

En Cataluña los panes candeales apenas tienen presencia, ya que tradicionalmente han prevalecido piezas de miga ligera, más esponjosa y hueca. Históricamente Cataluña «siempre ha sido deficitaria en trigo», por lo que ha dependido del comercio exterior para abastecerse. Esta situación no cambió hasta la Revolución Industrial, momento en el que Cataluña se llena de harineras y pasa de importadora a exportadora nacional de este producto. Algunas de estas harineras siguen en pie, y cabe destacar la Farinera Costa de Enric Sagnier, la Farinera Teixidor de Rafael Masó, la Farinera de Castelló, hoy reconvertida en museo, o la Farinera del Clot, en mitad de la ciudad condal. En la actualidad, Cataluña, y más particularmente Barcelona, es el nuevo foco del «buen pan» en España.
El pan catalán por antonomasia es el pa de pagès, que cuenta con protección oficial IGP. De la misma masa que el pagès, se elaboran el pa rodó de Lérida, el pa de colzes del Ampurdán o el pa de crostons de Gerona. Este último fue adoptado por Salvador Dalí como enseña personal, y en la actualidad se le denomina pan Dalí. Otros panes típicos de Cataluña son:
- Clocha
- Coca
- Pan de payés, típico de Cataluña y Baleares. Pan redondo de corteza dura.[92] Típico para un pantumaca.
- Pan de Sant Jordi
- Pan de crostons o pan Dalí, un pan redondo de tamaño medio con tres extremos equidistantes (los crostons). No es necesario cortarlo con cuchillo, pues es costumbre partir con la mano los crostones hasta que sólo queda el centro.[129]
- Borregos de Cardedeu: fueron documentados por primera vez en 1770.[130] Se volvieron famosos cuando un panadero de la ciudad, Pere Sabatés, envió borregos al rey Alfonso XII.
- Carquiñoles

El chusco (en catalán, xusco) es un formato de pan común en Cataluña, de tamaño grande y forma ovalada. Se producen de varios cereales, pero principalmente trigo. En Castellón de Ampurias se produce el pan de tramontana, un chusco hecho de variedades antiguas de trigo cultivadas en el área.

### Extremadura
En esta región prevalecen los panes de masa dura. Varios registros del siglo XVII hasta el XIX dan cuenta de los pozos de la Tierra de Barros, una comarca caracterizada por sus suelos arcillosos. Este suelo era ideal para almacenar y conservar el grano de trigo. En las zonas fronterizas con Portugal, como Valencia de Alcántara, se pueden encontrar panes de influencia portuguesa, como el papo-seco o la tiborna. Algunos panes típicos de Extremadura son:
- Pan de Logrosán: pan de masa dura, el idóneo para hacer migas.[92]
- Bollo de flor y chula de Mérida
- Boba, un pan de dos pisos que también se encuentra en Andalucía.[134]

### Región de Murcia
La panadería de la Región de Murcia recibe influencias tanto de las tradiciones panaderas castellanas como aragonesas. Algunos panes típicos de Murcia son: 
- Hogazas: pan de cuadros, pan de carrasca

- Crespillos
- Pitanza
- Pan de cuadros
- Mona, toña o pan dormido (Cieza)

### Comunidad Foral de Navarra
Algunos panes típicos de Navarra son:
- Taja
- Cabezón, una hogaza redonda de gran tamaño con una corteza crujiente y miga húmeda. Se usa para hacer las tradicionales migas de pastor.
- Barredero de Tafalla, torta oblonga, aceitada y azucarada. Elaboración típica del día de San Sebastián, patrón de la localidad
- Ainosas
- Culeca
- Retorcido de Pamplina

### La Rioja
Algunos panes típicos de Rioja son:
- Barzón, es un bollo típico de la festividad de San Blas en Autol, la masa se alarga y se dobla a modo de brazos cruzados.

### Comunidad Valenciana
Algunos panes típicos de la Comunidad Valenciana son:
- Coca de mollitas
- Borreguito valenciano, masa esponjosa.
- Pataqueta

## Usos culinarios
El pan tiene multitud de usos en cocina más allá del de acompañar las comidas. Además de los populares bocadillos, una vez envejecido el pan se recicla para espesar sopas, para «alargar» las albóndigas o rellenos de carne, para ligar salsas como la picada catalana. En el libro Pan viejo, cocina de sabios (2002), Blanca Villamarín recoge recetas tradicionales españolas a base de pan viejo (formalmente llamado pan sentado), como la sopa de ajo, la zurrucutuna o las gachas gitanas, y recomienda usar hogazas, panes de pueblo o de payés de harina de buena calidad, de hace varios días, que es como se hacía antiguamente.

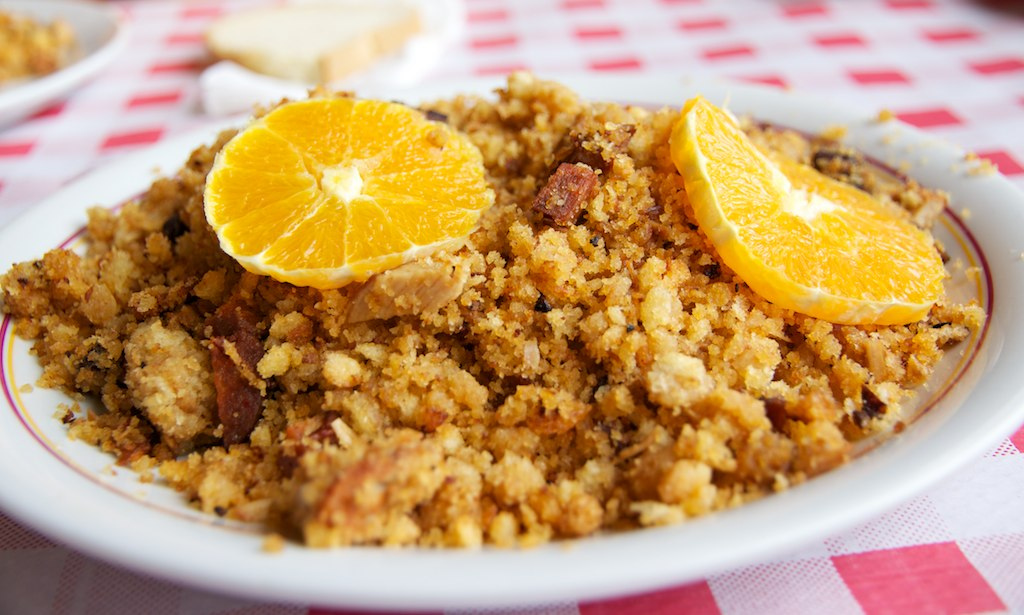
Migas

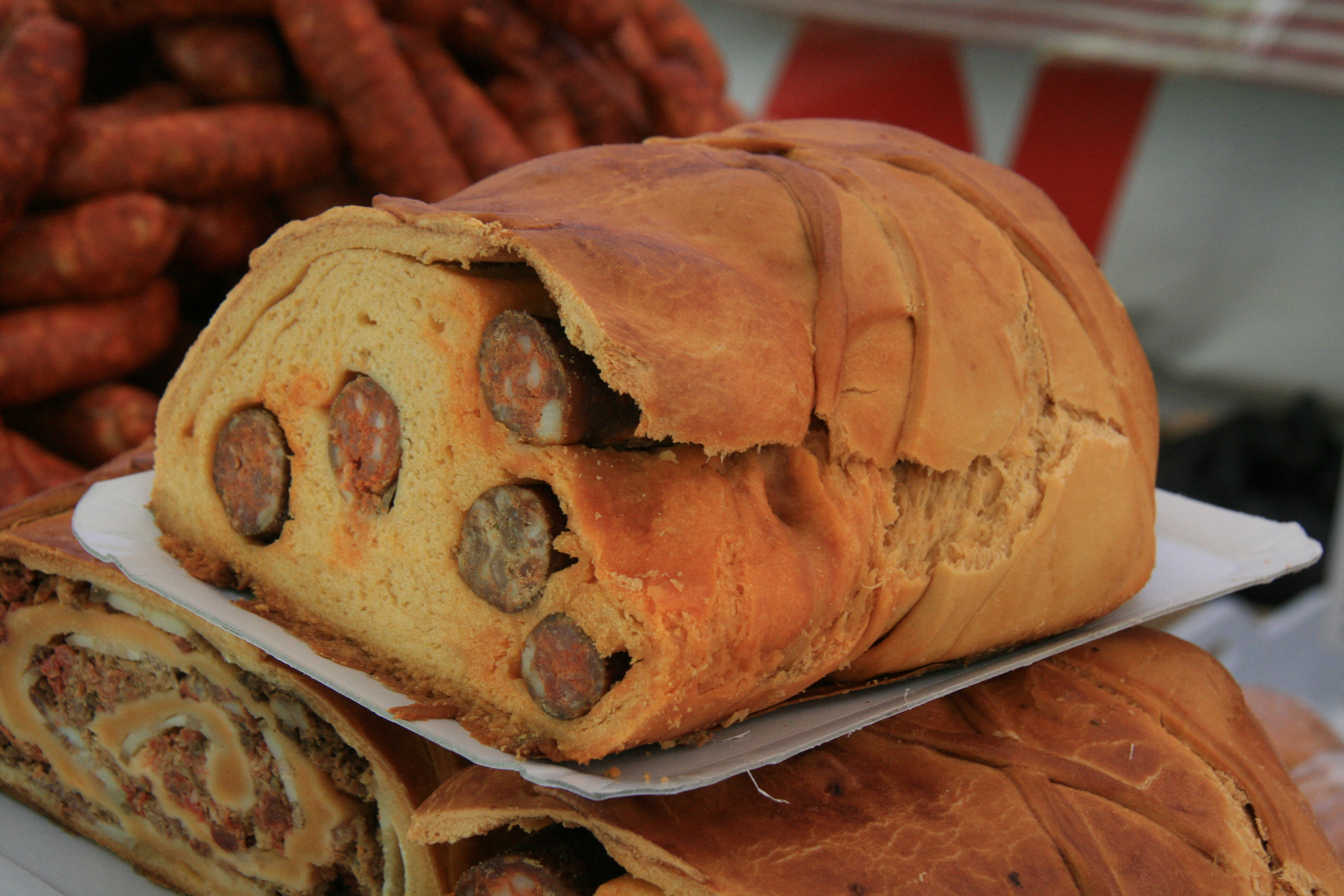
Hornazo

### Pan como espesante
El pan duro sirve para espesar muchos caldos. De hecho, en España se les llama «sopas» (siempre en plural) a los pedazos o rebanadas de pan que se empapan en un líquido, como las populares sopas mallorquinas o las sopas de gato y el caldillo de perro de Cádiz. Algunas sopas populares que incluyen pan viejo son la sopa zamorana, el oliaigua de Menorca, la sopa de farigola y la sopa torrada catalana, la sopa de fégadu asturiana, la sopa castellana (de ajo), la sopa de pan con pimientos y huevos, de menta o de espárragos trigueros, la sopa de negrillas, la zurrukutuna, la sopa de tomate extremeña y la sopa de origen provenzal llamada aigo boulido. Todas ellas comparten ingredientes sencillos como el aceite de oliva, el ajo y las hierbas aromáticas recogidas del campo, básicos de la cocina mediterránea.
La sopa boba era la que se daba en los conventos a los mendigos. Consistía en cocer a fuego lento los mendrugos de pan sobrantes ablandados previamente en agua o vino. A pesar de ser poco nutritiva, como se servía caliente calmaba el frío corporal y engañaba al estómago.
Las sopas secas son un guisado (un sofrito al que se le agrega carne, luego agua y se guisa todo) que literalmente está «seco» porque antes de servirse se le agregan trozos de pan viejo que «embeben» la salsa. Las más típicas son las sopas secas mallorquinas, con coliflor y cerdo.
El pan sirve como espesante para todo tipo de gazpachos. De la familia de gazpachos calientes destacan el gazpacho manchego, el gazpacho caliente gaditano, el gazpacho extremeño, el gazpachuelo, la sopa granaína de maimones y la cachorreña de Málaga. El pan no solamente espesa sopas calientes, también frías: ajoblanco, gazpacho andaluz, salmorejo y su antecedente, la mazamorra, la porra, etc.

### Pan frito
En Sanlúcar de Barrameda, se cocinan rape, mero, choco y otros productos del mar al pan frito. La sangre frita con pan se consumía después de la matanza, y básicamente se elaborar agregando la sangre del animal que se acaba de matar en trozos de pan seco, aromatizándolo con cebolla, yerbabuena, ajo y perejil picados y luego cuajándolo y friéndolo en abundante aceite. Una forma de preparar la pringá andaluza es freír el tocino y el chorizo, y en la grasa sobrante freír el pan seco y luego servirlo todo junto.
Uno de los platos en los cuales el pan es el protagonista del plato son las migas, un plato económico que comían los pastores trashumantes de España. Las migas de un pan seco se desmenuzan y se fríen con otros ingredientes que enriquecen su sabor. En el Aragón rural son típicas con cebolla, ajo y alguna grasa como el sebo de riñonada del cordero. Aún es común encontrar las típicas sartenes de tres patas, usadas para cocinar las migas al fuego de leña. 
Entre la familia de migas encontramos: migas turolenses, migas a la palentina, a la extremeña, migas ruleras, migas de matanza, migas de Huelva (que incluyen torreznos), a la manera de Jaén (con sardinas y aceitunas), las migas de borona (típicas de las cocinas gallega y portuguesa, que incluyen grelos). Antiguamente en los cortijos andaluces se preparaban las migas canas para el desayuno, antes de empezar las labores del campo, que incluyen leche y ajo.

Finalmente, merecen mención especial una serie de recetas tradicionales que combinan pan y huevo fritos: la tortilla de pobre, los repápalos o sapillos, los huevos tontos o el revuelto de migas.

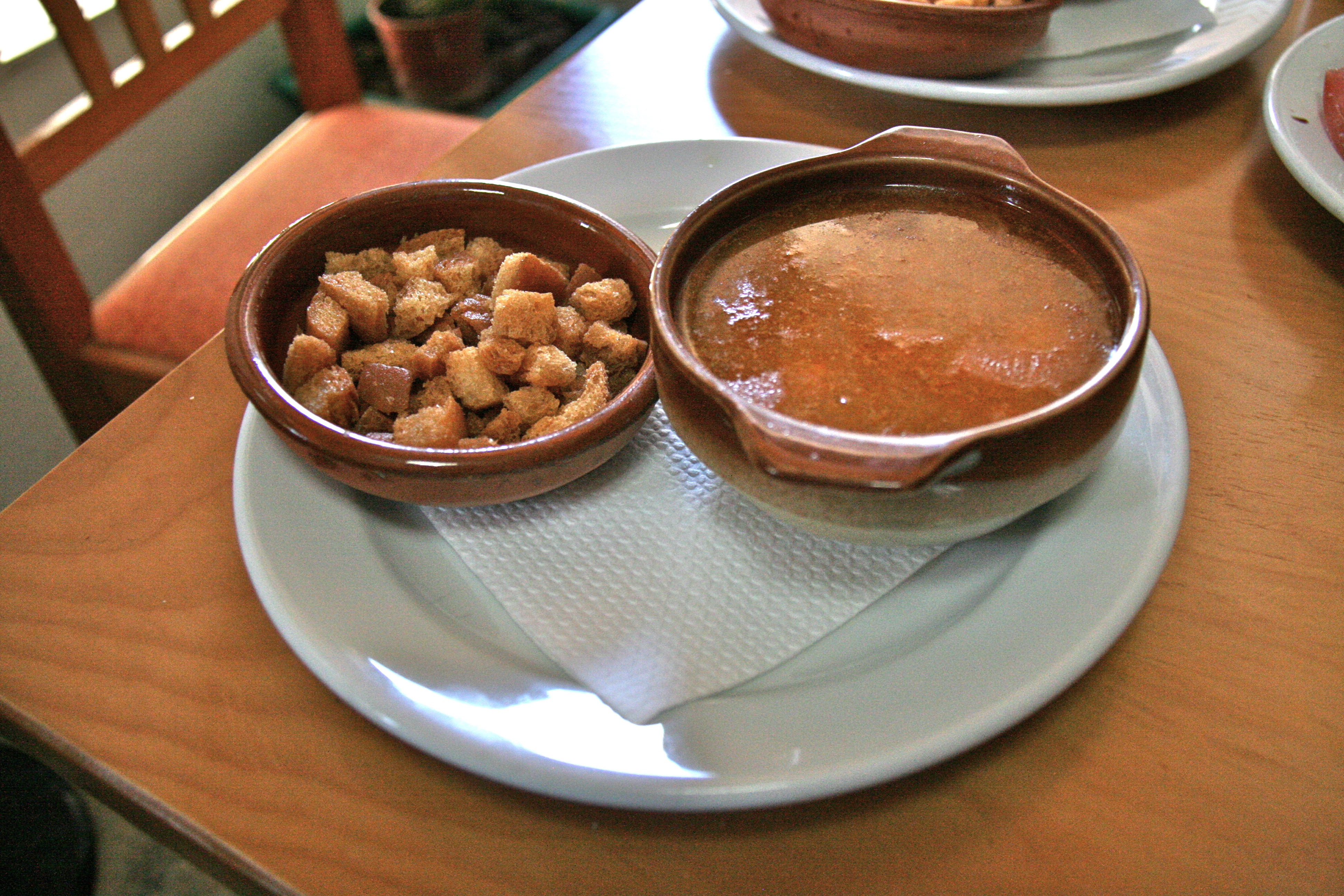
Sopa de pescado con picatostes

### Pan rallado
En España, el pan se ralla para hacer empanados y rebozados de pollo, croquetas, filetes de pescado, etc. Tradicionalmente el pan del día anterior, el cual ya no está fresco pero aún no está duro («pan sentado»), se pulveriza con un rallador (antiguamente) o con una picadora. Según la aplicación, se tuesta previamente o no. Ocasionalmente, se mezcla con un poco de ralladura de piel de limón o hierbas aromáticas mediterráneas, como tomillo, orégano o albahaca. El pan rallado también sirve para espesar salsas, para aligerar masas de carne picada o para gratinar platos en substitución al queso. Asimismo, se fríe y se espolvorea sobre los platos para aportar textura crujiente.

### Bocadillos
Algunos bocadillos típicos de España son:
- Bocadillo de chorizo
- Bocadillo de tortilla de patatas
- Almusafes, con sobrasada, cebolla pochada y queso fundido. De Almusafes, provincia de Valencia

- Blanco y negro, con longaniza (blanco) y morcilla (negro).
- Bollo preñao, relleno de chorizo o chistorra.

- Bocadillo de calamares
- Campero malagueño

- Medianoche (brioche)
- Montaditos y serranitos, típicos de Sevilla
- Montado de lomo
- Morcipán

- Pepito de ternera
- Sándwich mixto, con jamón de York y queso fundido. Llamado bikini en Barcelona.

## Pan y ritos
Además de alimento básico, el pan tiene una función ritual y una fortísima carga religiosa. En el cristianismo, el pan encarna el cuerpo de Cristo, y junto al vino, que es su sangre, conforman la eucaristía en todas las Iglesias cristianas. Incluso antes de la aparición de la fe de Cristo, las tradiciones paganas (celtas, grecorromanas, fenicias, etc.) ya consideraban el pan como símbolo de fecundidad. Por ejemplo, en la Antigua Roma, se ofrendaban piezas de pan a Ceres, diosa de las cosechas y de la fertilidad. Caro Baroja recopiló varios testimonios sobre la influencia pagana en el cultivo del trigo y la siega. De hecho, el cristianismo absorbió muchas de estas tradiciones paganas y también del judaísmo, en el cual el pan tiene una posición protagonista. En estas tradiciones, el pan hace el vínculo, pues los que comen del pan de alguien, son sus amigos, o son la familia. En el cristianismo, el pan simboliza la fraternidad (herencia hebrea) y la fertilidad (herencia pagana). Para Miguel Ángel Almodóvar, el pan simboliza directamente la comida misma ya desde tiempo inmemorial, y pone como ejemplo el trato que se le da en el Cantar de mio Cid, en el que el pan es nombrado 21 veces, entre ellas: «... a mio Çid e alos sos abástales de pan e de vino ... / El agua nos han vedada exir nos ha el pan ... / ... En sus tierras somos e fémoles tod mal, bevemos so vino e comemos el so pan ».

### Pan y ritos de fertilidad
Durante sus primeros siglos, la Iglesia estuvo dividida en torno a la cuestión de si el pan sacramental debía incluir levadura o no. El significado de este debate es mucho más profundo de lo que pueda parecer, ya que por mucho tiempo se desconocía las razones científicas por las que el pan leudado doblaba su tamaño, y esto era asociado alegóricamente a la «gestación» de una nueva vida en el vientre materno. En cambio, el pan ácimo era sinónimo de pureza, «virginidad». El Concilio de Florencia puso fin a esta controversia, aceptando ambos panes (los ortodoxos prefirieron el pan con levadura, mientras que los católicos sin).

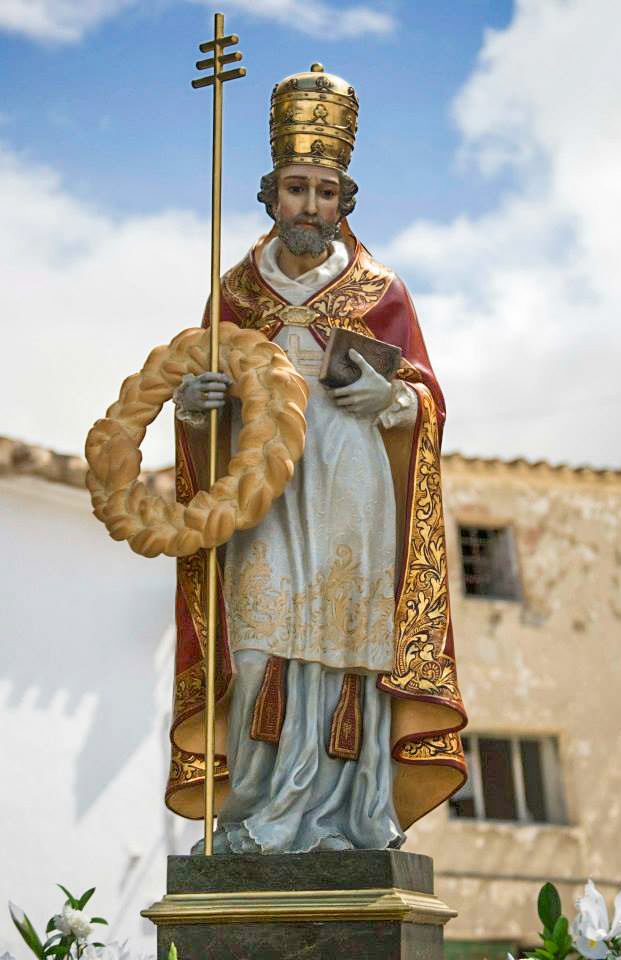
Las roscas de pan se ofrecen a San León en Benamaurel (provincia de Granada)

Los panes con forma fálica se remontan a la Antigua Roma o antes, y aunque estos ritos paganos se han ido perdiendo, aún quedan ciertos vestigios en España, Francia e Italia. Por ejemplo, en la villa de Páganos, Álava, por el día de San Blas (3 de febrero) se bendicen y consumen las roscas y cachetes, unos panes que recuerdan sospechosamente a los genitales. Así lo explica Capel: «el cachete (también llamado machote) emula un falo desproporcionado, con sus correspondientes genitales más o menos desfigurados. La rosca, que se asemeja a un roscón de reyes, es una alegoría del sexo femenino. Ambos, con la superficie lisa o rociados de anisitos se acoplan entre sí por penetración de uno en otra. Dentro de la iglesia, los niños portaban los cachetes; las chicas las roscas».
El huevo es otro alimento que muchas culturas antiguas han asociado a la fertilidad, por lo que no es extraño que hayan pervivido hasta nuestros días muchas tradiciones ancestrales que, durante la primavera (estación también asociada al nacimiento y la vida), incrustan huevos enteros a la masa de pan. Es el caso de las monas catalanas, las opillas vascas o los hornazos de San Marcos castellanos. El huevo queda atado al pan con dos tiras de masa entrelazadas en forma de cruz, ligando definitivamente una costumbre pagana a la mitología cristiana.

### Pan y ritos de muerte
El pan ha estado presente en los ritos funerarios desde el Antiguo Egipcio. Como ofrenda votiva o mortuoria, el pan ha encarnado la defunción en la mayoría de culturas del mediterráneo y más allá. Antiguamente, en los entierros se repartían panes o cocas. Según el antropólogo catalán Joan Amades «en los funerales era costumbre ofrecer panecillos que los asistentes daban al sacerdote, junto a una candela». Cuando fallecía un ser querido, «debía haber pan en la casa para facilitar el tránsito». El día de los Difuntos (2 de noviembre), cuando los muertos visitan a sus familias, se les ofrece un pan votivo llamado pa d'ànimes ('pan de almas'), aunque hoy en día son más típicos los panets y panellets. Esta tradición se puede encontrar en México con el nombre de «pan de muerto». Además, en algunos pueblos catalanes, en la comida después del funeral se sirve un pan con una cruz enmedio, llamado pa de memòria, que se dedicaba con una oración al difunto.

### Pan y ritos de boda
El pa d'ànsies ('pan de ansias') era un panecillo que los novios debían llevar consigo el día de su casamiento y ofrendar durante la ceremonia. Depende del lugar, era una coca, un mendrugo de pan o un llonguet, y el sacerdote les recomendaba a los novios que no lo comieran nunca, incluso en la hambruna, ya que cuanto más durase el pan, más duraría la felicidad en su matrimonio. Según Amades (op cit.), «se cree que conservar la pieza de pan equivale a tener en casa a una parte de Dios, que velaría por la suerte y la prosperidad del hogar». En Barcelona, se daba a los matrimonios un llonguet partido en dos, una mitad para cada uno, y su una de las partes se pudría, quería decir que la pareja estaba siendo infiel.

### Pan en la mesa
En España, las familias cristianas bendicen el pan antes de comenzar una comida, dando las gracias a Dios por «darnos el pan de cada día» mientras se marca una cruz en la corteza por la parte de atrás. Capel explica que antiguamente «la primera rebanada no se repartía, gesto que hubiera supuesto la anulación del rito». El buen cristiano otorgaba el primer pedazo de la hogaza a los huéspedes. La relevancia del pan en la mesa queda reflejada en las marcas que se le estampan a los panes: «Viva el pan bendito», «Soy el principal de la mesa», «Mírame atento, soy tu alimento», etc. Desperdiciar o tirar un pan equivalía a despreciar o rechazar el alimento del Señor.
En la actualidad, el pan ha perdido el carácter sagrado y relevante que históricamente ha tenido. Según Ibán Yarza, «el pan se ha desprestigiado o, mejor dicho, se ha desacralizado en el sentido de que era sagrado porque era lo que más se comía. Eso se ha acabado. La frase religiosa el pan nuestro de cada día ya no tiene sentido porque cada día se come menos pan y cada día sirve más para empujar. Nunca se ha comido menos pan que ahora».

## Influencia de la panadería española en el mundo

### En Europa
El pan candeal, bregado o sobado, originario de la actual Castilla y León, sería llevado al sur de la península y a Portugal, donde también se practica desde tiempos inmemoriales; en portugués se conoce como pão sovado en el norte o pão de calo en el sur.
El pan bregado fue el pan dado a los soldados pues presenta la excepcional característica de durar días, incluso semanas. A la Normandía francesa llegó a través del Reino de Navarra en tiempos de Carlos II 'El Malo', casado con la francesa Juana de Valois. Dio lugar al llamado pain brié normando (también, pain de chapître, 'pan de cabildo'), muy similar al candeal.
Más tarde los tercios españoles llevaron el pan castellano a Francia, Italia, Flandes y otros lugares de Europa. Incluso en el Magreb existe un pan derivado del candeal llamado pain espagnol. En cambio, lo que en Italia se llama pan di Spagna hace referencia al bizcocho, que según la tradición italiana lo elaboraba un panadero en España. El nombre ha pasado al griego como pantespani (Παντεσπάνι) y al turco como pandispanya.

### En América
Puede que sorprenda la cantidad de análogos paneros en uno y otro lado del Atlántico, como las teleras, los bollos o las hallullas. Sin embargo, la panadería española es la base de la actual panadería hispanoamericana, la cual, posteriormente adaptó las recetas a su clima, sus ingredientes y sus gustos propios.

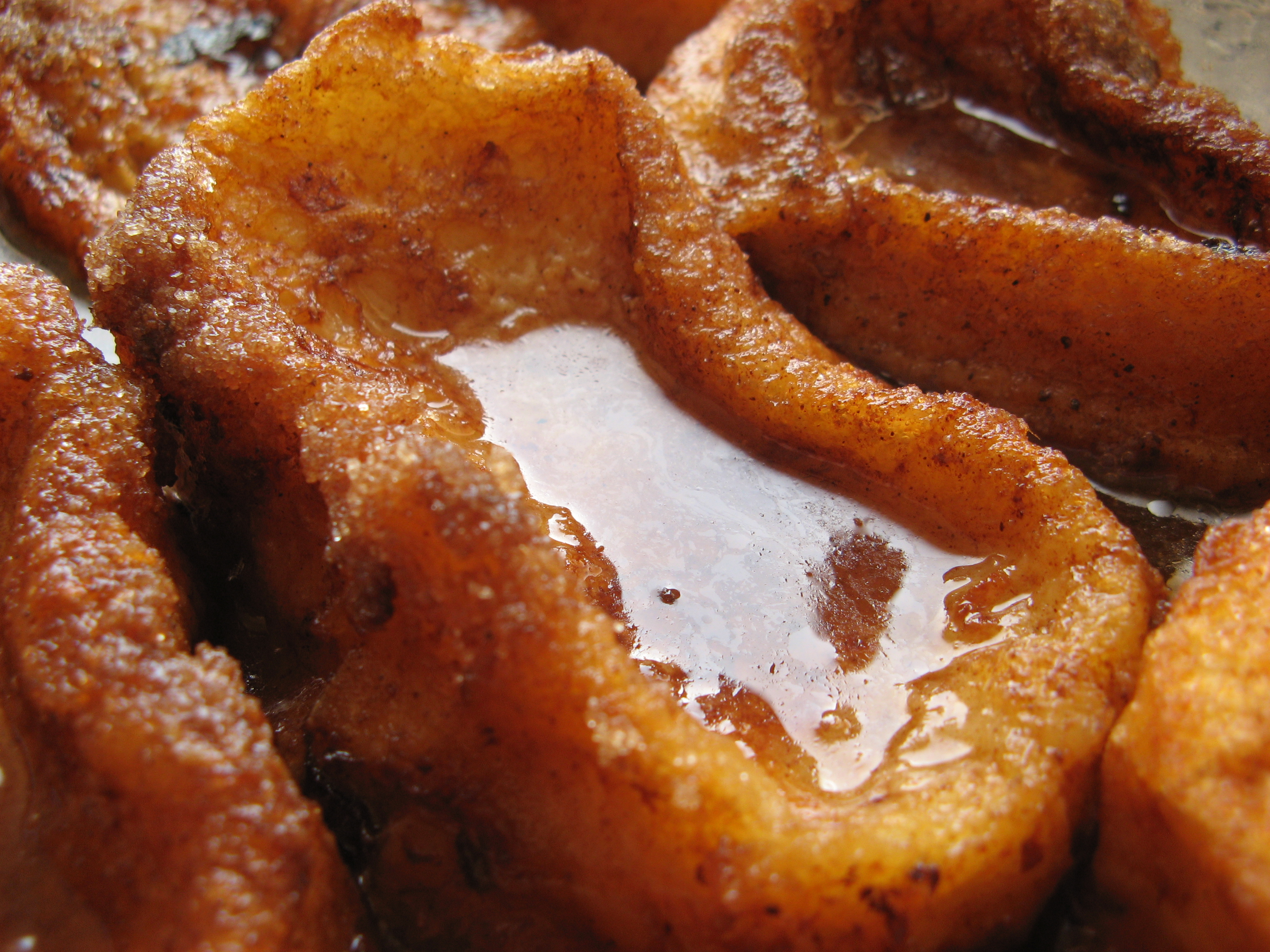
Torrijas

El trigo fue de los primeros alimentos en importarse al Nuevo Mundo, y la cultura del pan fue de las primeras que la conquista española introdujo en la dieta de los nativos, a pesar de que ese nicho alimentario y nutricional ya estaba ocupado por el maíz. El cultivo masivo de trigo en América tuvo también una razón política, ya que los españoles controlaban de una u otra manera la producción, distribución y venta del producto. El rechazo a su cultivo se manifestó como una forma de resistencia contra el dominio español. En Mesoamérica, por ejemplo, Antonio de Mendoza denunció que los indígenas ignoraban el cultivo de trigo, entre otras cosas porque usaban las mismas técnicas que para plantar el maíz (a pico de coa) y el trigo no prosperaba. Aun así, la cultura del pan se acabó adaptando a América mano a mano con la evangelización.
Hoy la panadería hispana está extendida por todo el continente americano, y el pan es un alimento común, con distintas variantes según el país y la región. Por ejemplo:
- Las torrijas españolas también se comen en Argentina, Chile, Colombia y Costa Rica entre otros países.
- En México, un pan llamado telera tiene su remoto origen en la telera que comían los trabajadores andaluces. También en República Dominicana hay una telera, que es dulce y típica de la Navidad.
- La acemita era un pan que se comía en España y se consideraba de baja calidad porque se preparaba con salvado de trigo (a veces, si era posible, se mezclaba con un poco de harina blanca )  La mezcla en sí se llamaba «acemite», y con ella se hacía el pan de los pobres. Debido al seseo, el término evolucionó a «semita», que es como se llama a una gran variedad de panes típicos de diferentes estados de México, así como de Honduras, Argentina o El Salvador.
- El pan bazo, otro pan tradicional mexicano, tiene su origen en el pan basso de la época colonial, siendo uno de los panes más antiguos de Nueva España.[181] En España era producido en los conventos como un alimento de pobre, ya que es un pan elaborado con una harina barata poco refinada (que incluye salvado).[182][183] Con el tiempo, este pan ha desaparecido en gran parte de España, pero en México es un pan icónico.[n. 7]

No obstante, cabe resaltar que el uso que se le da al pan en la «América del maíz» difiere sutilmente de la consideración que tiene el pan en la gastronomía española. El pan es el acompañamiento fundamental de las comidas, mientras que en la gastronomía mexicana y centroamericana esta función la cumplen las tortillas de maíz. Los panes mexicanos se preparan con una finalidad culinaria específica: el pan bazo, para hacer pambazo; la telera y el bolillo, para hacer tortas; la cemita poblana, para elaborar cemitas compuestas; etc.

### En Filipinas
La tradición española es también la base de la panadería filipina. El pan común se llama pandesal ('pan de sal' en español). Un pan relleno de morcilla se llama pan de regla ('pan menstrual' en español). El pan de coco posiblemente tiene su origen en América, particularmente en el Caribe, donde también se come. Irónicamente, un pan llamado Spanish bread es de origen nativo. 